# Moscow-City

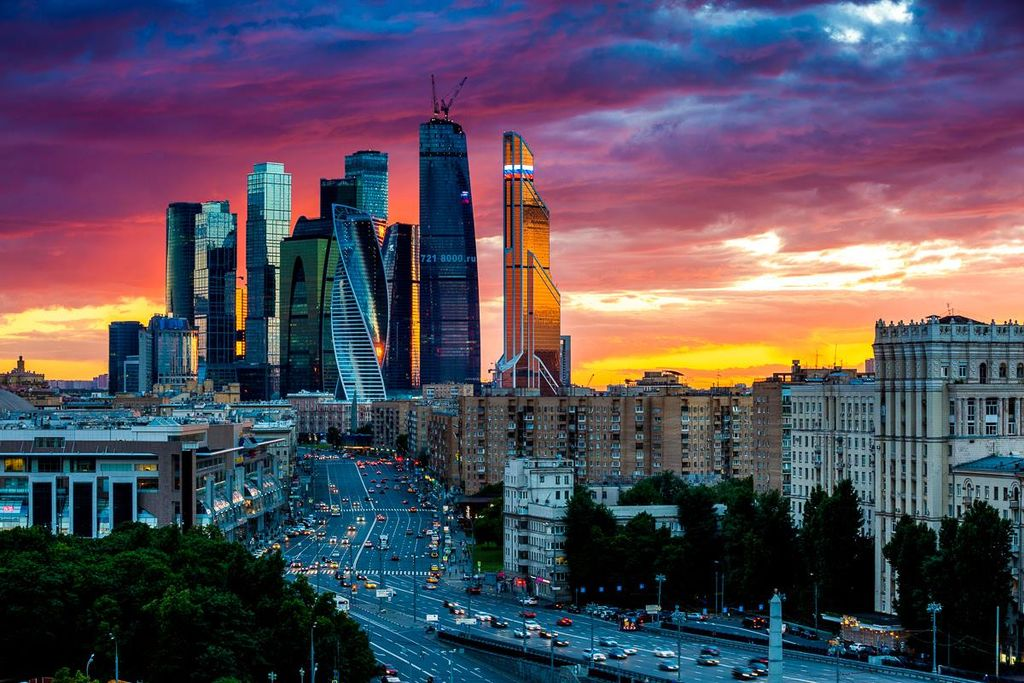
Moscow-City in 2015

Moscow-City (Russisch: Москва-Сити; Moskva-Siti), ook Internationaal Zakencentrum van Moskou (Московский Международный Деловой Центр; Moskovski Mezjdoenarodny Delovoj Tsentr; afgekort ММДЦ; MMDTs) genoemd, is een zakendistrict in aanbouw in de Russische hoofdstad Moskou. Het bevindt zich op de oostelijke oever van de rivier de Moskva (Krasnopresnenskaja-kade), aan de westelijke rand van de Centrale Bestuurlijke Okroeg, nabij de Derde Ring in het district Presnenski, hemelsbreed ongeveer 5 kilometer van het Kremlin.
Het moet Ruslands eerste zakendistrict worden, waar (luxueus) wonen, werken en entertainment worden gecombineerd, zodat het fungeert als een stad in een stad. In het zakendistrict moet een aantal prominente gebouwen verrijzen, zoals het ooit geplande hoogste gebouw van Europa, de Rossia-toren die niet werd gerealiseerd, en een serie wolkenkrabbers waaronder de Federatietoren die enige tijd het hoogste gebouw van Europa was. Het hele stadsdeel heeft een oppervlakte van ongeveer 100 hectare, waarvan 60 opnieuw worden bebouwd.
De eerste plannen voor het project dateren uit 1992. De kosten werden begin 21e eeuw geschat op (omgerekend) 12 miljard dollar.

## Geschiedenis
De plannen voor de bouw van het complex gaan terug tot 1992, toen met steun van het Moskouse stadsbestuur de NV 'Moskva-SITI' werd opgericht, als pachter van het ongeveer 100 hectare grote gebied en opdrachtgever van de bouwprojecten. Door Moskva-SITI werd de OAO 'SITI' (City) opgericht die als klant fungeert van het project en land uitgeeft aan geïnteresseerde bedrijven en particulieren. De aandelen van SITI zijn voor 47% in handen van oligarch Michail Prochorov en voor 38% in handen van de holding Bazovy element van oligarch Oleg Deripaska. De overige aandelen zijn over een groot aantal aandeelhouders verdeeld.
Het idee voor het project ontstond doordat de grondprijzen aan de rand van de binnenstad nog relatief laag waren en dit gebied geen historisch waardevolle gebouwen bevatte; het bestond uit een oud industriegebied. Ook bezat deze plek een goede verkeersinfrastructuur die slechts hoefde te worden gemoderniseerd en geïntegreerd voor het plan. De eerste bouwactiviteiten startten in het midden van de jaren 90.
Initieel was de oplevering van het hele complex gepland voor 2012, uitstel volgde, deels als gevolg van de kredietcrisis. Een aantal projecten zijn in aanbouw met afwerkingsdata in 2019 en 2020. Van sommige projecten in planningsfase is het onzeker of ze ooit gerealiseerd zullen worden.

## Bouwwerken

Ligging van de percelen op het terrein

Het hele project bestaat uit 16 bouwprojecten die op 25 bouwpercelen worden gerealiseerd. Dit zijn:
- Perceel 0 — Toren 2000 en Bagrationbrug
- Perceel 1 — Expocentrum
- Perceel 2,3 — Evolutietoren
- Perceel 4 — Imperia Tower
- Percelen 6-8 — Centrale Kern
- Perceel 9 — Stad der Hoofdsteden
- Perceel 10 — Naberezjnajatoren
- Perceel 11 — IQ-quarter
- Perceel 12 — Euraziëtoren
- Perceel 13 — Federatietoren
- Perceel 14 — Mercury City Tower
- Perceel 15 — Stadhuis en Stadsdoema
- Perceel 16 — OKO
- Perceel 17-18 — Nevatorens
- Perceel 19 — Noordelijke toren
- Perceel 21 — Yury Dolgorukytoren

### Toren 2000
Toren 2000 (Basjnja 2000) is een flatgebouw van 34 verdiepingen en heeft een hoogte van 104 meter en een vloeroppervlak van 61.057 m². Het werd als eerste gebouwd tussen december 1996 en eind 2001 op de rechter oever van de Moskva tegenover de rest van de gebouwen van het complex aan de andere zijde van de rivier. Het wordt hiermee verbonden door de overdekte dubbeldeks Bagrationbrug. In de toren bevinden zich enkele duizenden bedrijven, een uitzichtsplatform, een ondergrondse parkeergarage en restaurants en andere vormen van entertainment. Sinds 2005 heeft de toren een eigen metrostation; Vystavotsjnaja, dat zich op de rechter oever van de Moskva bevindt en bereikbaar is vanaf de brug.

### Evolutietoren
De Evolutietoren (Moskovski dvorets brakosotsjetania) is een multifunctioneel centrum van 53 verdiepingen (255 meter hoog) op perceel 2 en 3. Oorspronkelijk was de toren in projectfase gekend als het Huwelijkspaleis van Moskou. Er moeten accommodaties, banquetzalen, restaurants en kantoren worden ondergebracht. In het stylobaatgedeelte van het centrum moeten entertainmentfuncties een plaats krijgen, alsook de voetgangersverbindingen tussen de Bagrationbrug, het metrostation Vystavotsjnaja en de accommodaties van de Centrale Kern. In het ondergrondse deel komt een parkeergarage. Er moet ook een openbaar plein komen boven het stylobaatgedeelte. Het gebouw moet volgens de ontwerpers het nieuwe symbool gaan vormen van het moderne Moskou en een even grote trekpleister gaan worden als andere Moskouse bezienswaardigheden als de Kathedraal van de Voorbede van de Moeder Gods (historisch symbool) en Stalins Zeven Zusters (sovjetsymbool).

### Imperia Tower

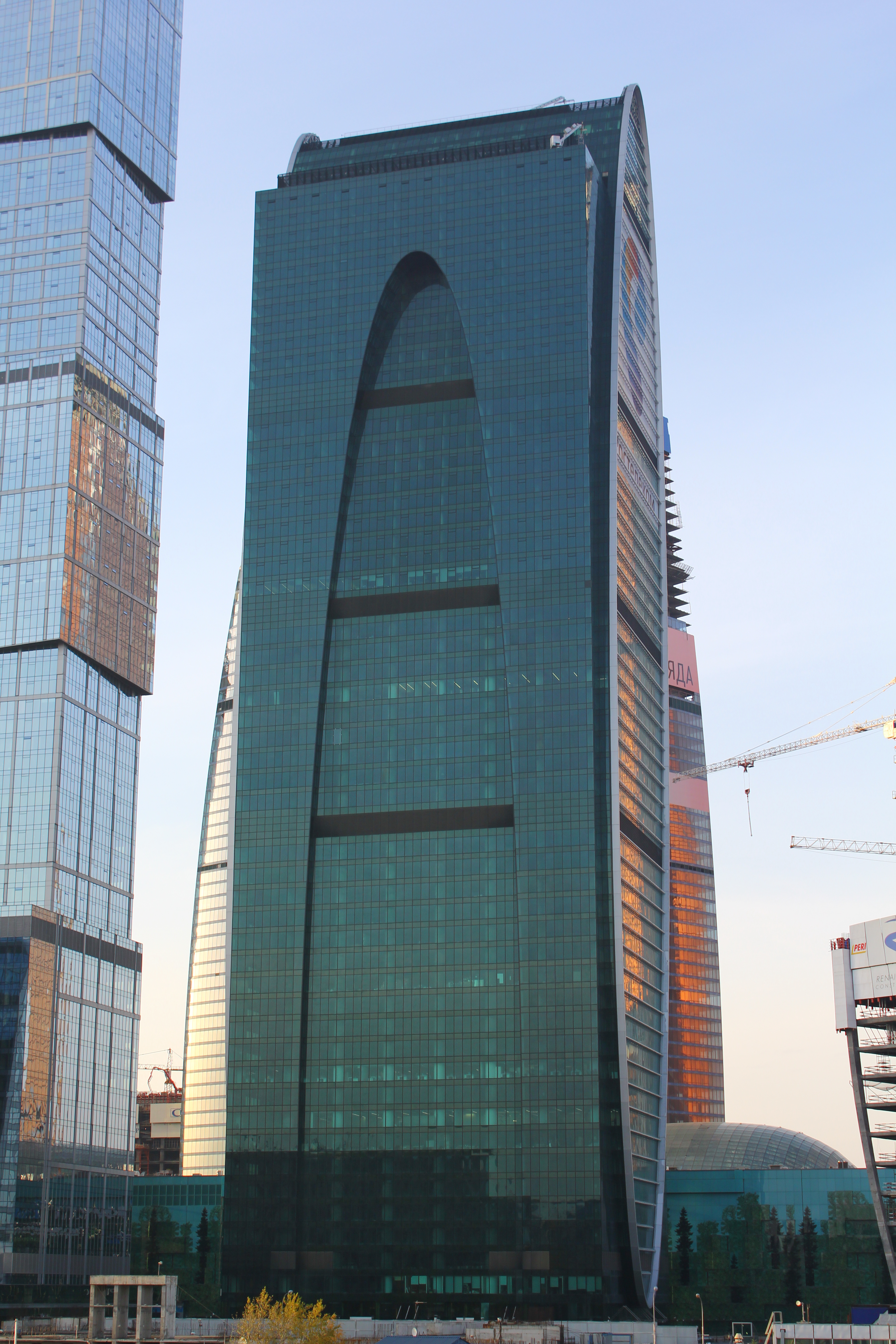
Imperia Tower

De Imperia Tower is multifunctioneel complex op perceel 4, dat bestaat uit twee gebouwen, een toren van 239 meter en 60 verdiepingen (gebouw A) voor meerdere functies en een daarvoor geplaatst gebouw B waar een waterpark in moet worden gerealiseerd. De bouw begon in 2002 en in 2011 is de toren opgeleverd.
Gebouw A heeft een vloeroppervlak van 70.110 m² A-klasse kantoorruimte , 45.000 m² appartementen, een hotel met 292 kamers (30.000 m²) en een aantal winkelfuncties.
Gebouw B zal als hoofdfunctie het waterpark krijgen en daarmee een soort centrum voor entertainment worden binnen Moscow-City. Er moeten ook een winkelcentrum, restaurants en cafés verschijnen en het gebouw moet het hele jaar door geopend zijn.

### Centrale Kern
De Centrale Kern (Tsentralnoje jadro) is een complex in aanbouw op perceel 6, 7 en 8 bestaande uit twee etages; 1 ondergronds en een boven de grond. Het is een van de meest complexe gebouwen qua bouw. Het totale complex bestaat uit 450.000 m². De bouw begon in 2005 en moet worden voltooid in 2008. De totale kosten zijn geraamd op 300 miljoen dollar.
Het ondergrondse deel bevat een centraal verkeersknooppunt in de vorm van het metrostation Vystavotsjnaja met diverse verbindingen, een ondergrondse parkeergarage, ruimten voor de technische dienst en een ondergronds winkelcentrum, dat verbindingen moet krijgen met aangrenzende gebouwen van Moscow-City.
Het bovengrondse deel is onderverdeeld in drie functiegebieden: een hotel op perceel 8а; een winkel- en vermaakscentrum op percelen 8b en 7; en een bioscoop-concertzaal met een capaciteit van 6000 mensen op perceel 6.

### Stad der Hoofdsteden
De Stad der Hoofdsteden (Gorod Stolits) is een complex op perceel 9 bestaande uit twee torens; de 302-meter hoge toren "Moskou" (76 verdiepingen) en de 257-meter hoge toren "Sint-Petersburg" (65 verdiepingen) met een 75-meter hoog stylobaatgedeelte (18 verdiepingen bovengronds en 6 ondergronds) ervoor. De bouw begon in 2003 en werd voltooid in 2009. De totale kosten zijn geraamd op 450 miljoen dollar.
Het complex bevat woonvoorzieningen (appartementen boven in de torens), A-klasse kantoren (de verdiepingen eronder) en winkel- en vermaakcentra (van de 6e verdieping ondergronds tot de 4e bovengronds in het stylobaatgedeelte). Voorzieningen omvatten naast winkels een fitnesscentrum, tentoonstellingsruimten, restaurants en een ondergrondse parkeergarage.

### Naberezjnajatoren
De Naberezjnajatoren (Basjnja na Naberezjnoj; "Toren op de Kade") is een kantorencomplex op perceel 10 bestaande uit drie losstaande kantoorgebouwen, die bij de eerste ondergrondse verdieping met elkaar zijn verbonden. Toren A heeft een hoogte van 85 meter (17 verdiepingen), toren B 127 meter (27 verdiepingen) en toren C 268,4 meter (59 verdiepingen). Het complex werd gebouwd tussen 2003 en 2007 en bevat ondergronds (1e verdieping) een aantal openbare ruimten en winkelgelegenheden en een parkeerkelder. Toren C was van november 2007 tot halverwege 2008 het hoogste gebouw van Europa, waarna ze werd gepasseerd door de Moskoutoren van het complex Stad der Hoofdsteden ernaast.

### Transportterminal
De Transportterminal moet het centrale vervoersknooppunt van Moscow-City worden, waar metrolijnen, spoorlijnen en (nog aan te leggen) hogesnelheidslijnen bij elkaar komen. Er moeten in de toekomst hogesnelheidsverbindingen komen naar de drie internationale luchthavens van Moskou (in volgorde van aanleg); Vnoekovo, Sjeremetjevo en Domodedovo. Daarnaast moeten er twee met atriums verbonden kantorenflats en een 5-sterrenhotel verschijnen en moeten verder een kliniek, conferentiezaal en winkels in de Transportterminal worden gehuisvest. De bouw startte met vertraging in 2006 en het complex moet gereed komen in 2015.

### Federatietoren

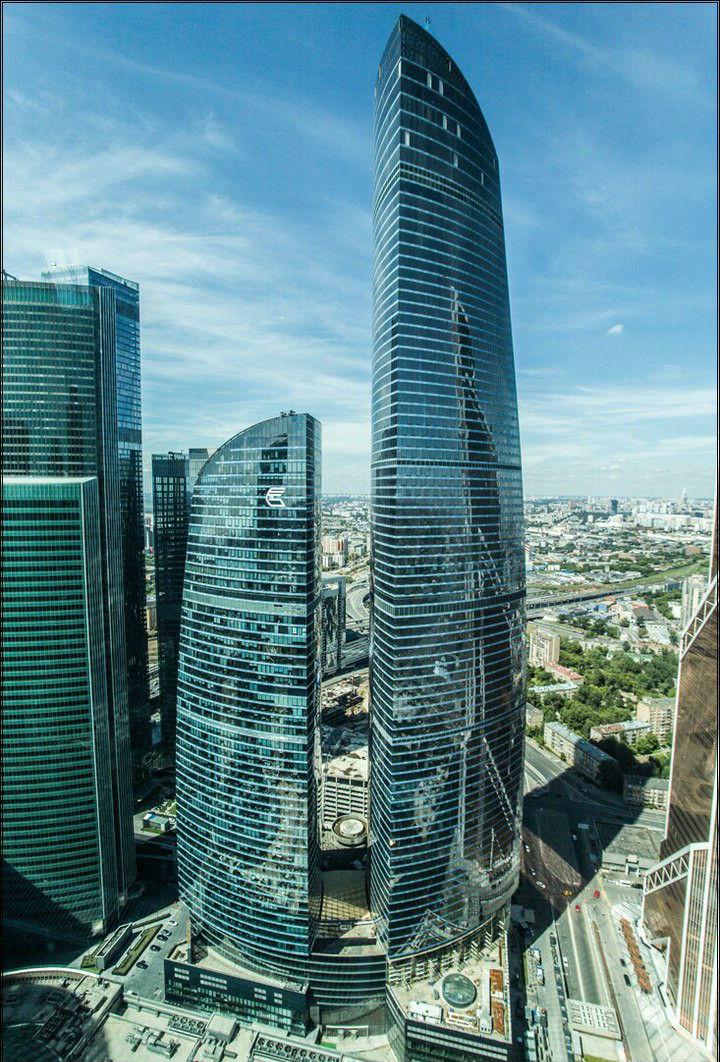
Federatietoren

De Federatietoren (Russisch: Федерация; Federatsija) is een wolkenkrabber die sinds 2003 wordt gebouwd in de Russische hoofdstad Moskou in het stadsdeel Moscow-City, district Presnenski. Het gebouwencomplex bestaat uit twee torens. De eerste toren, Vostok (Oost), zou oorspronkelijk een hoogte van 360 meter bereiken, (met in het midden een antenne die tot 506 meter hoog zou reiken), bestaande uit 93 etages. Dit is door de economische crisis van 2008 echter voorlopig teruggeschaald tot 64 etages. De tweede toren, Zapad (West) werd voltooid in 2008 en heeft een hoogte van 243 meter, bestaande uit 62 etages. Het plan was aanvankelijk om het gebouw tot hoogste gebouw van Europa te laten worden, maar door de terugschaling van de Vostok-toren is dit plan van de baan. In het gebouw bevinden zich vijf 'luchtbruggen'.
De architecten van het gebouw zijn de in Rusland geboren Duitser Sergei Tchoban en de Duitser Prof. Peter Paul Schweger. De toren wordt gerealiseerd door de firma Strojmontage en beheerd door Miraks Groep.

### Euraziëtoren
De Euraziëtoren (Jevrazia) is een wolkenkrabber op perceel 12 met een hoogte van 309 meter (72 verdiepingen). De bouw van de wolkenkrabber werd gestart in 2004. De eerste 3 verdiepingen hebben recreatieve functies als een casino, winkels, restaurants en een fitnesscentrum, de verdiepingen daarboven tot de 45e verdieping kantoren en de verdiepingen erboven luxe appartementen. Onder de flat is een parkeergarage aanwezig voor ruim 1000 auto's en aan de buitenzijde van de toren een lift met uitzicht naar buiten.

## Galerie

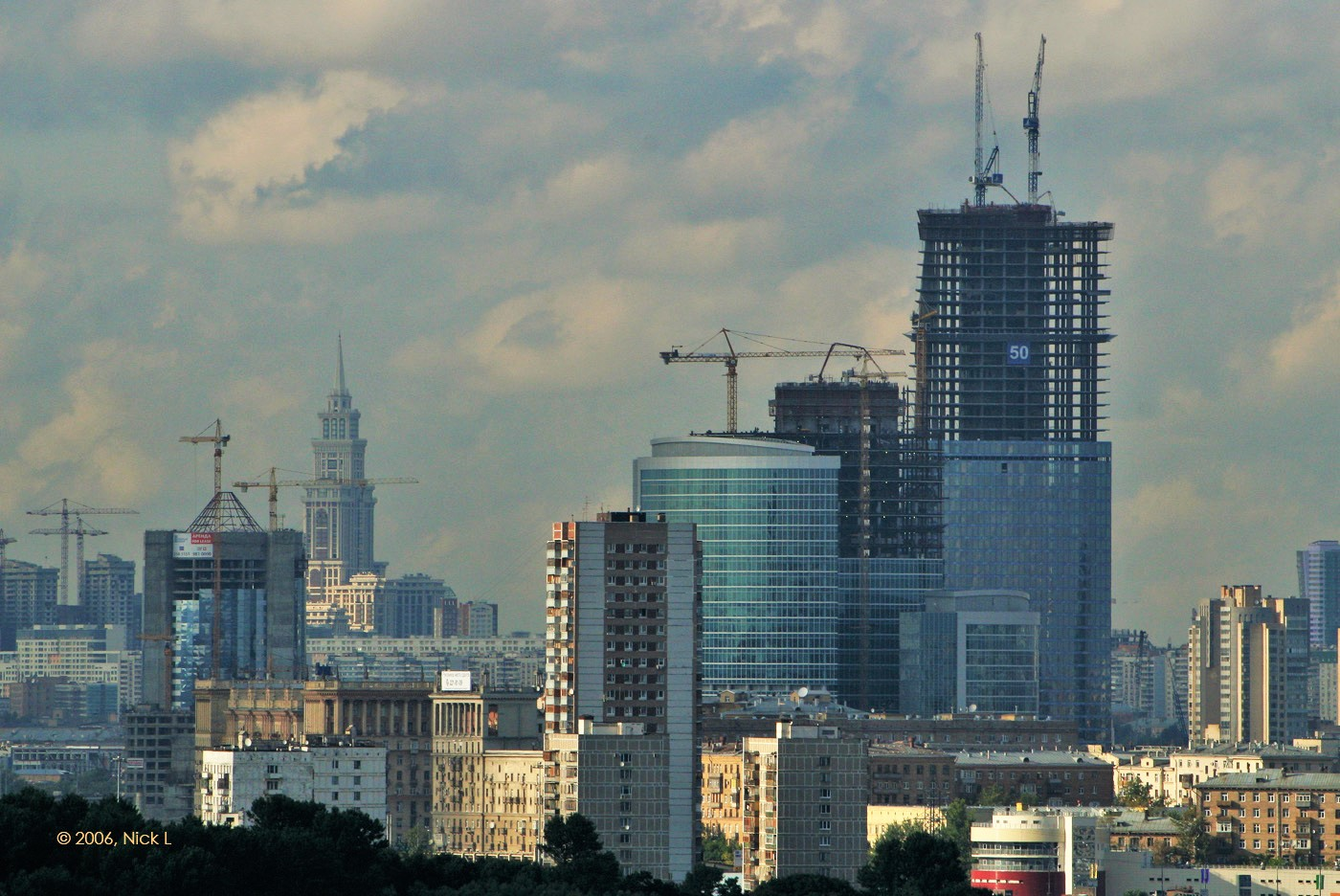
05.09.2006
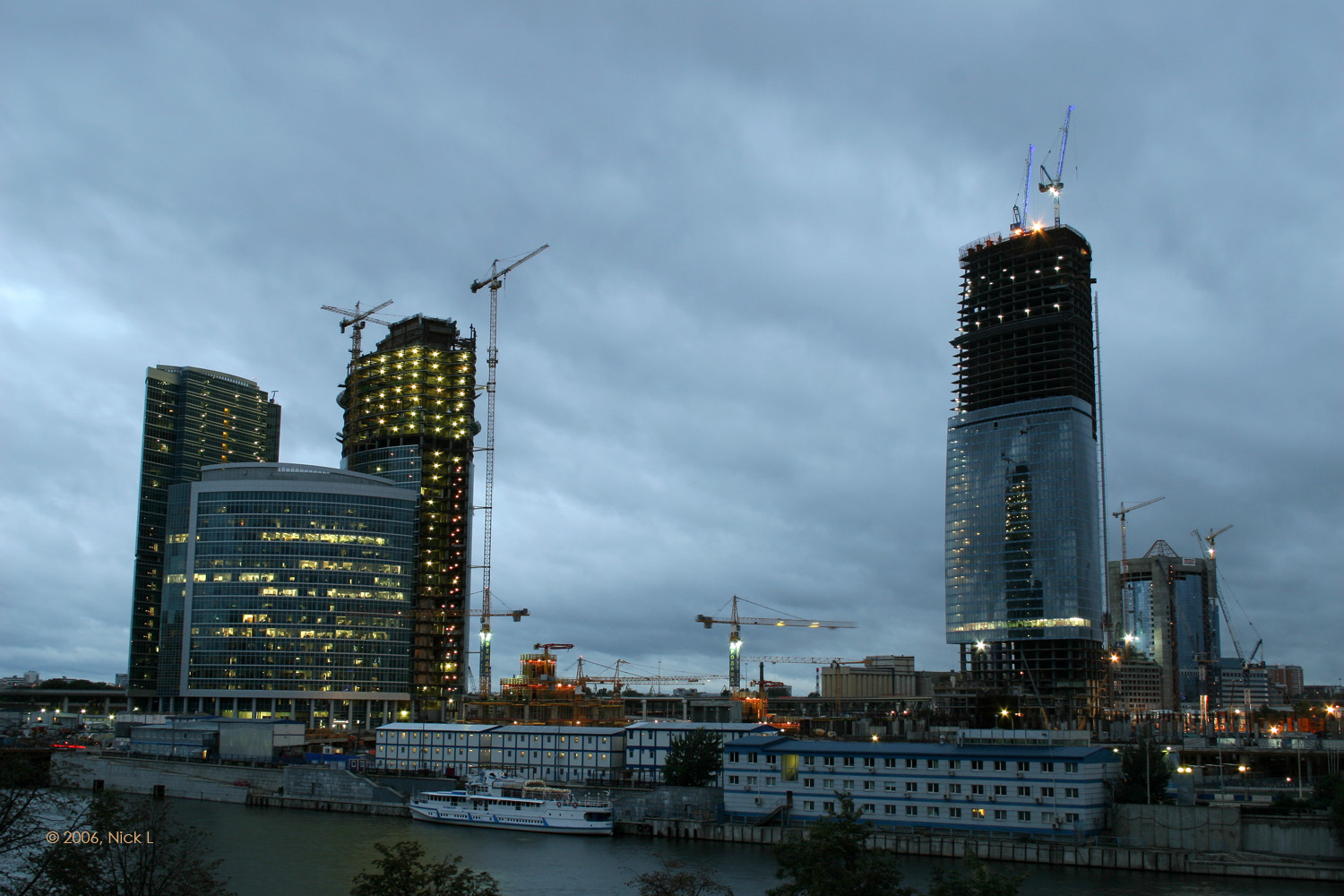
11.09.2006
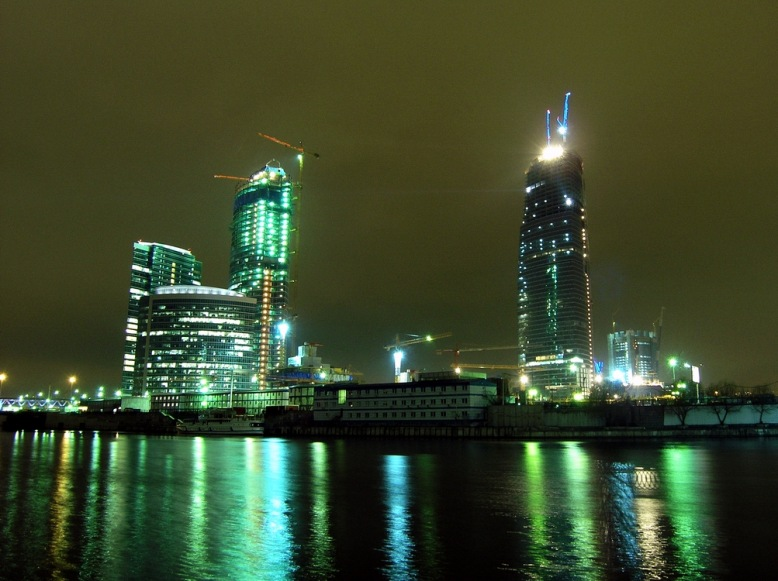
12.11.2006
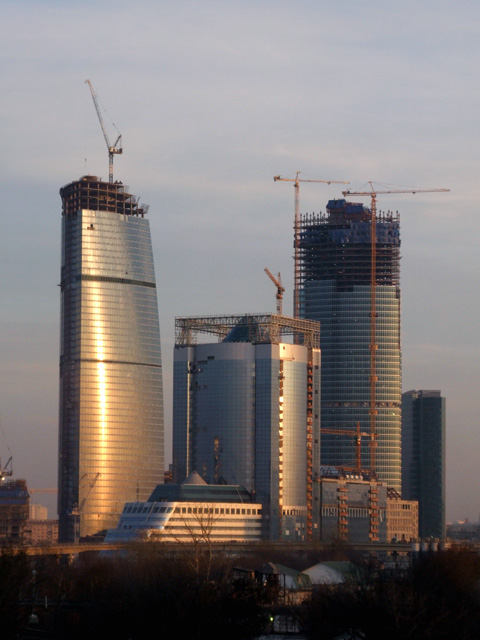
15.03.2007
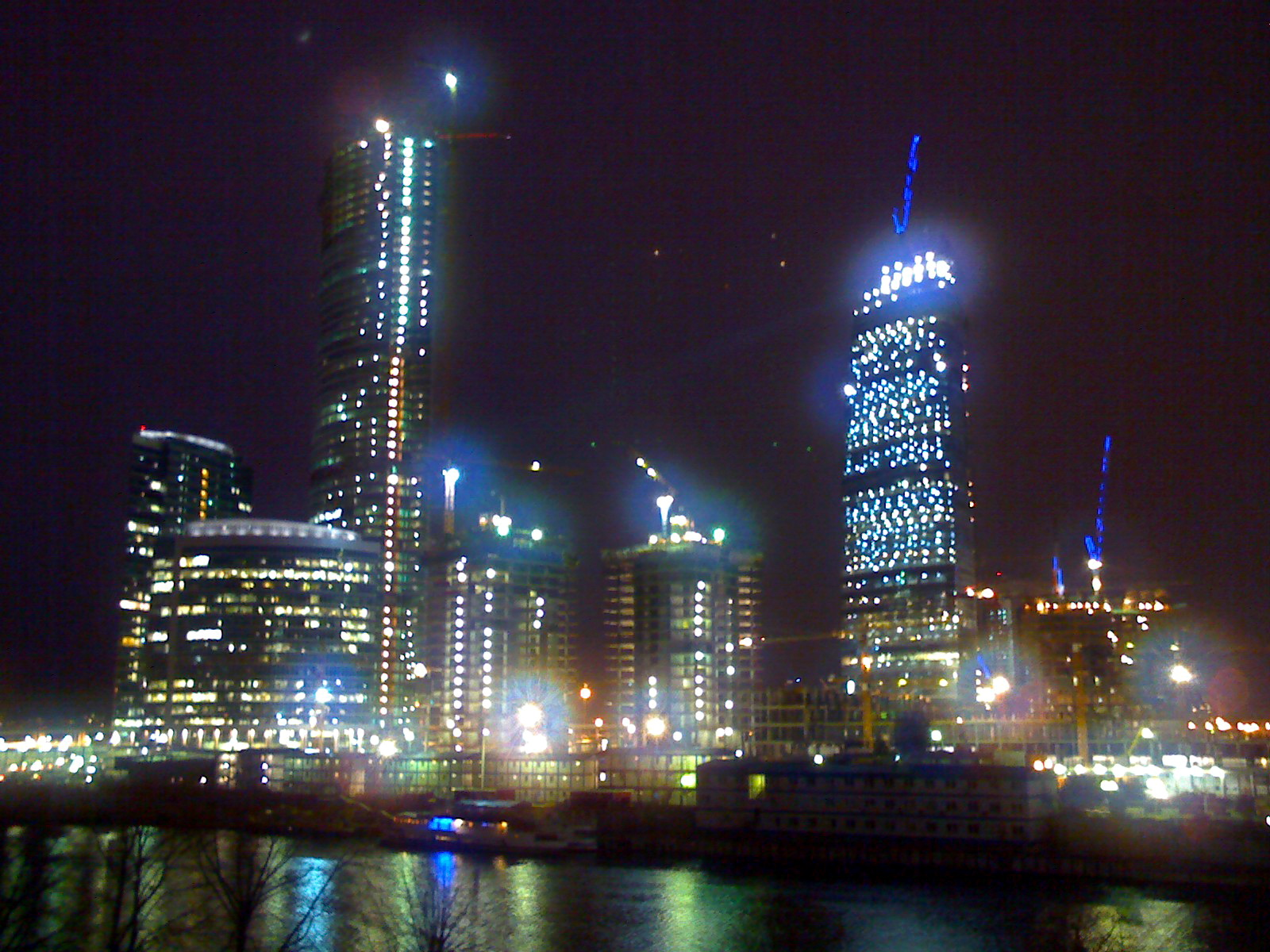
20.04.2007
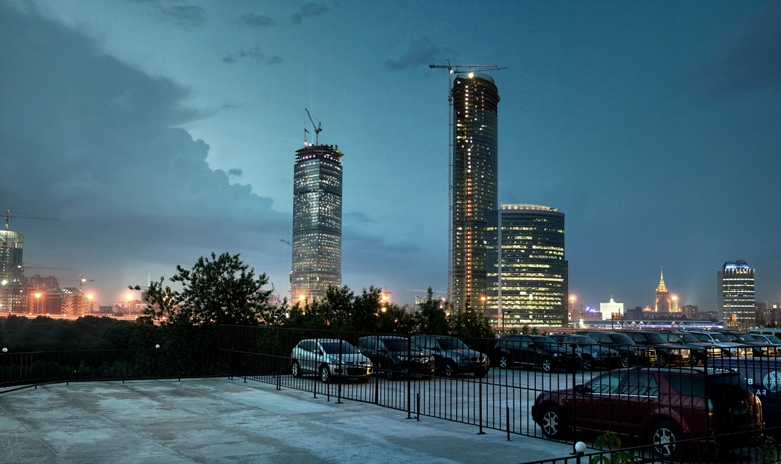
05.2007
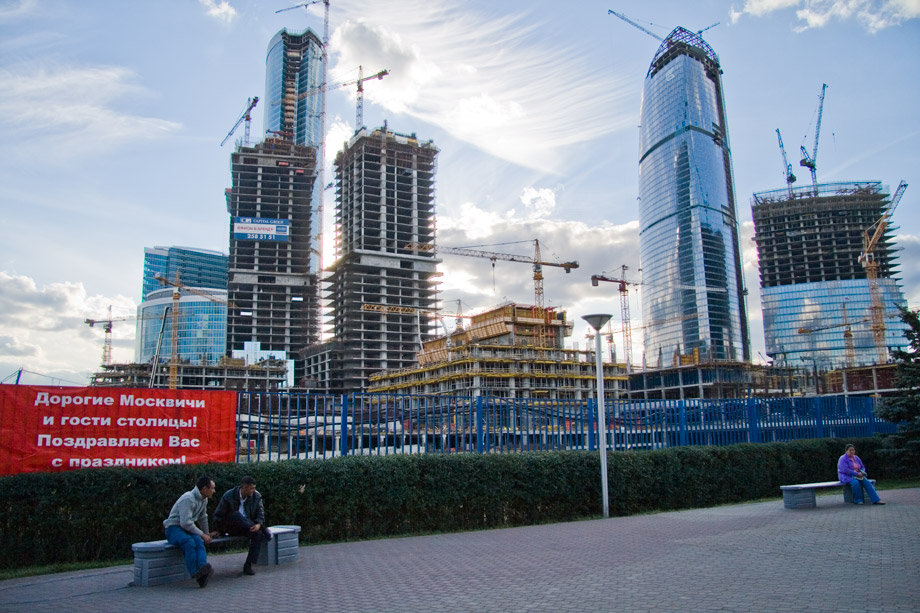
02.09.2007
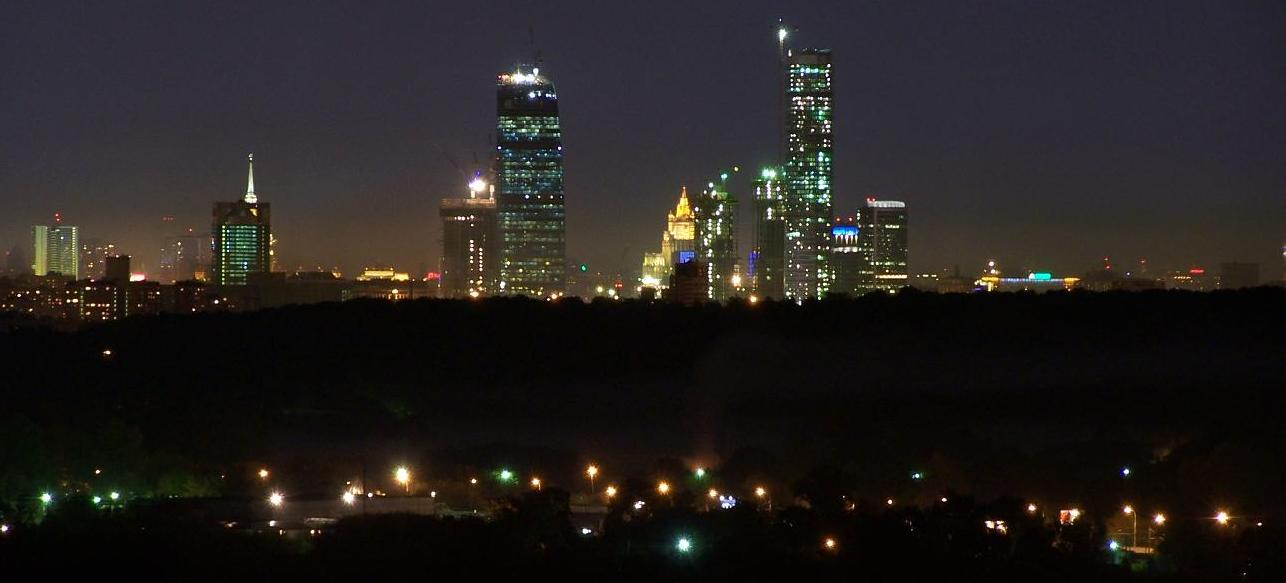
23.09.2007
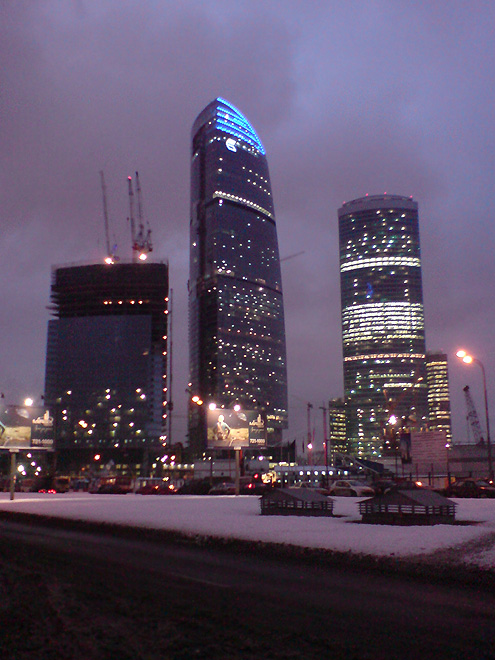
23.01.2008
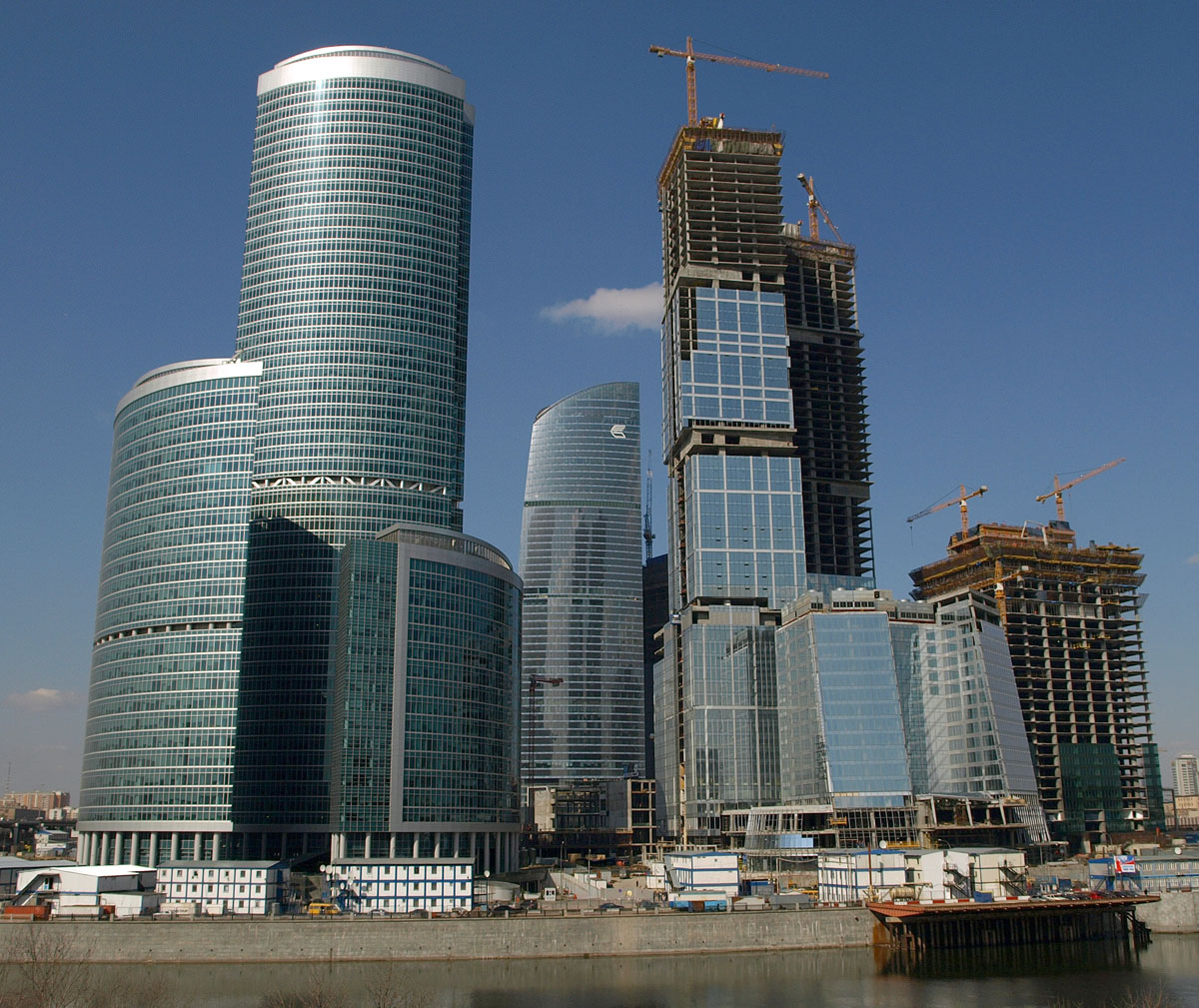
30.03.2008
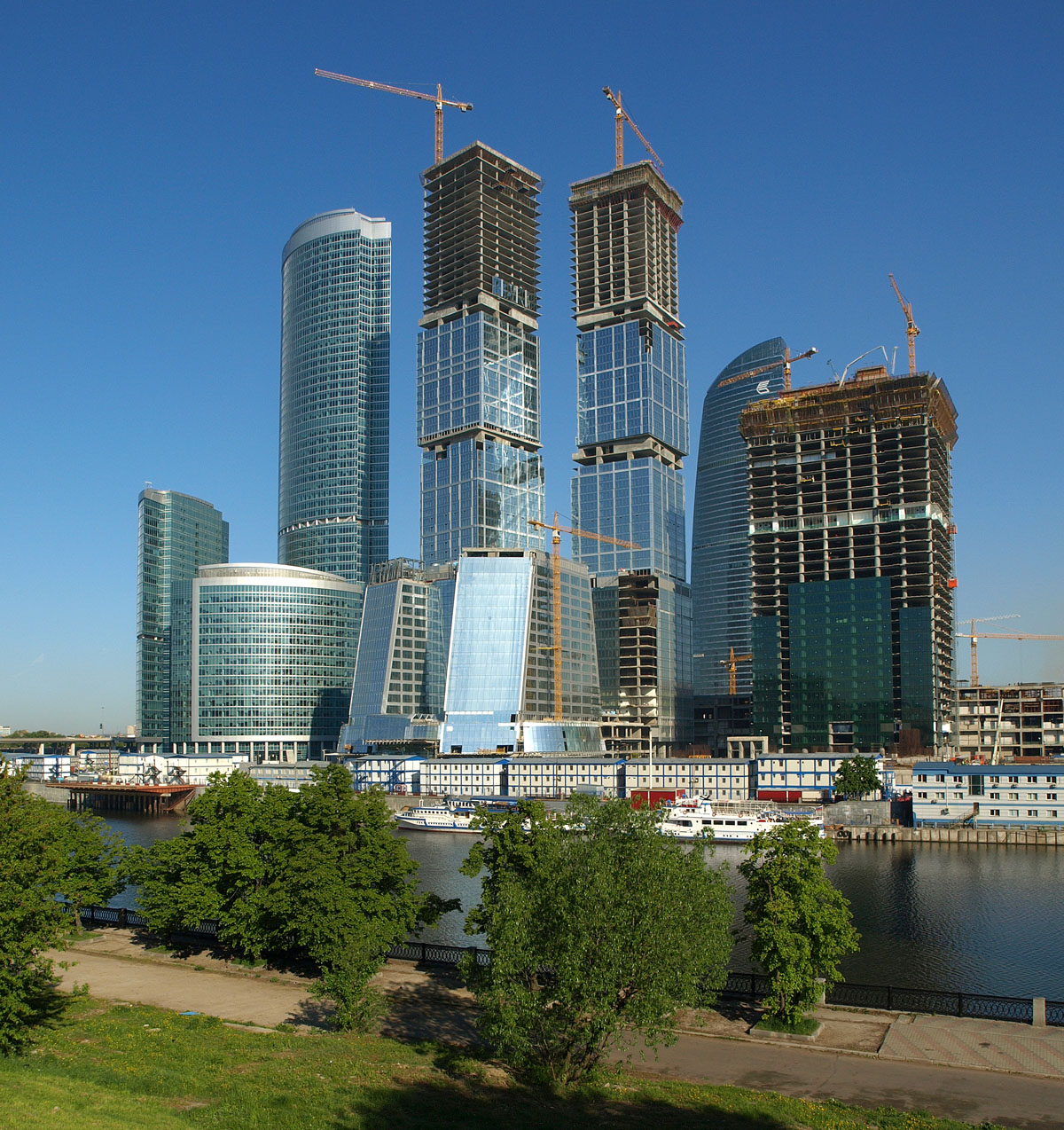
16.05.2008
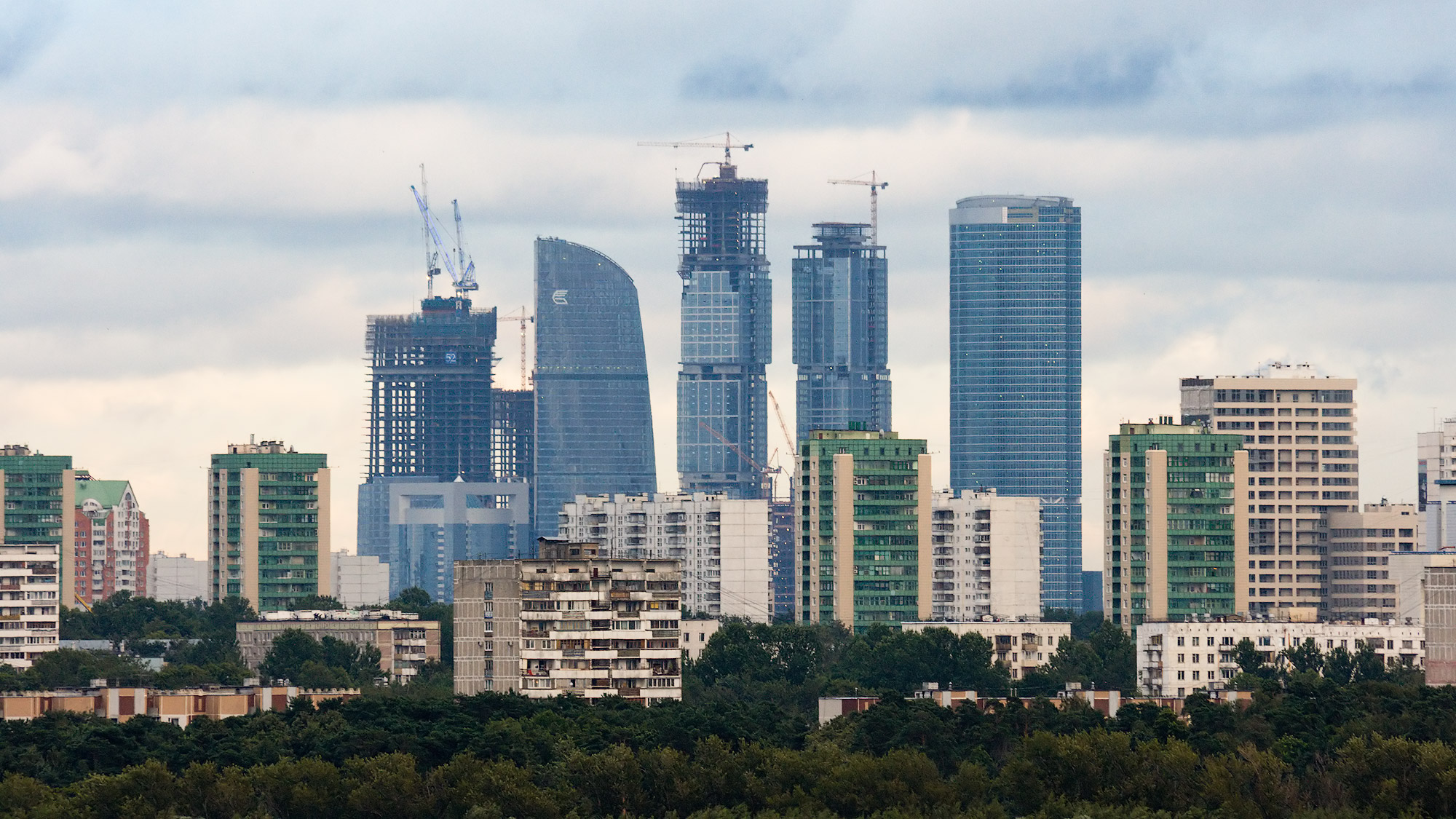
07.2008
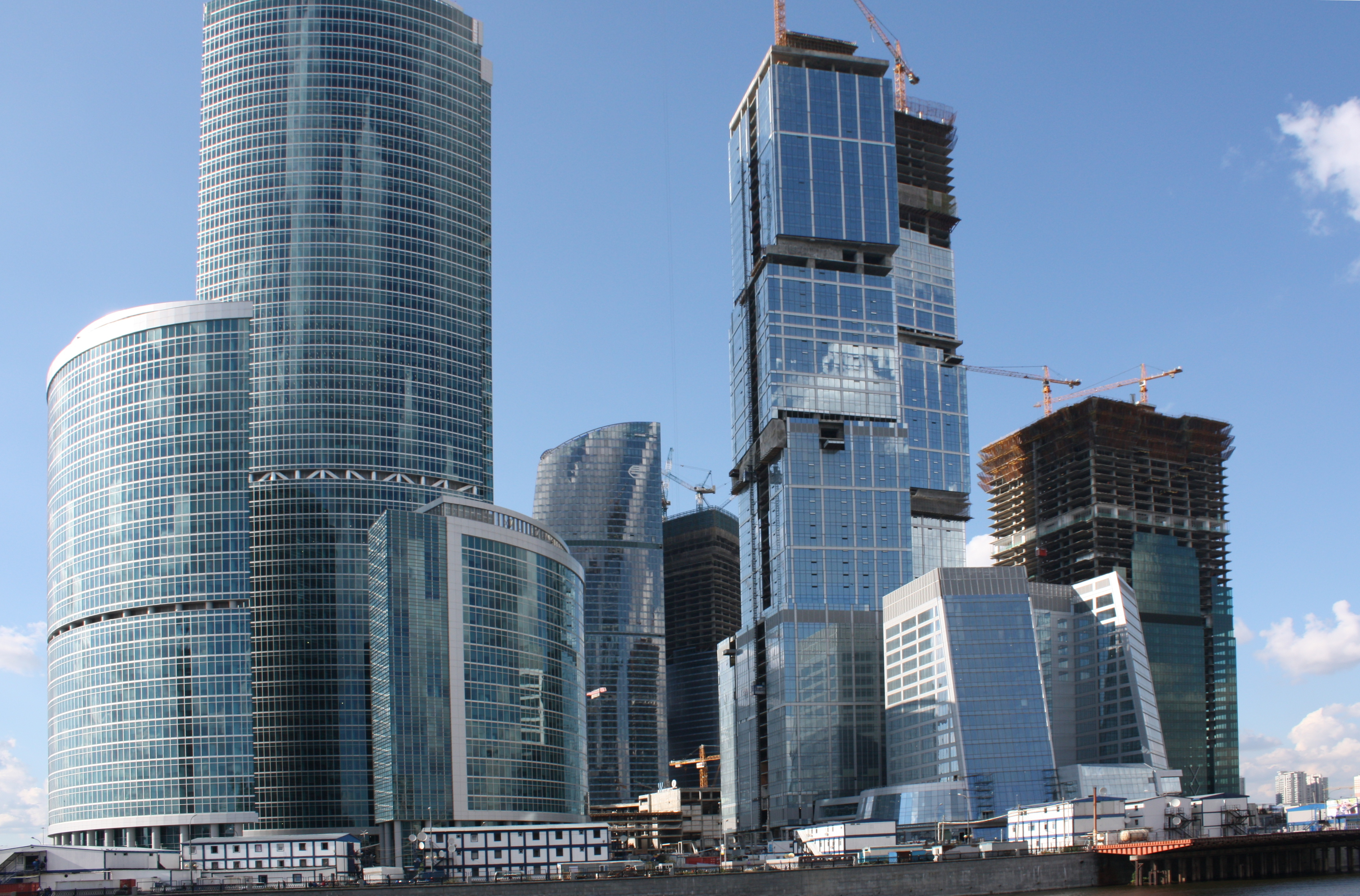
21.07.2008
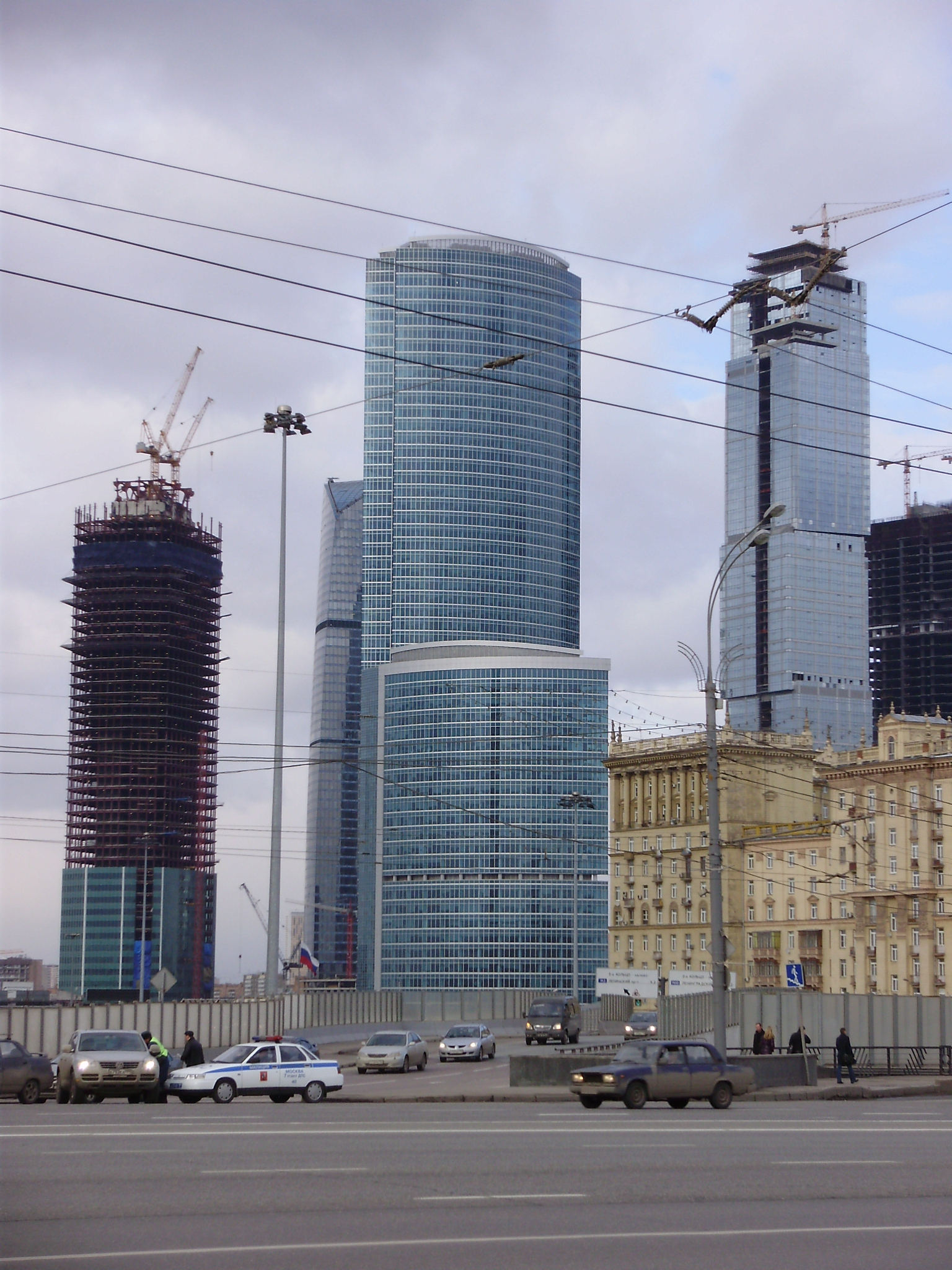
02.04.2009
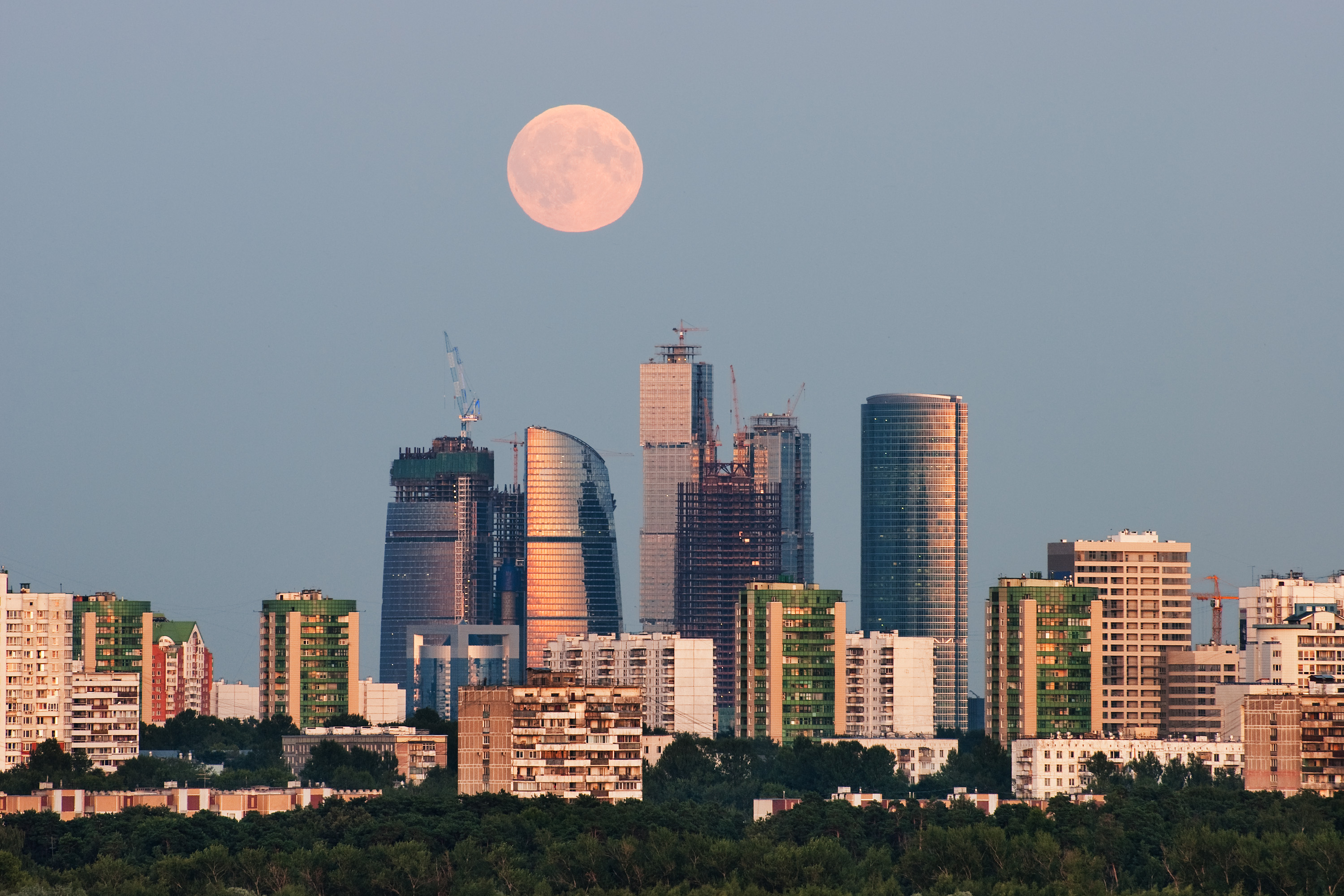
05.08.2009
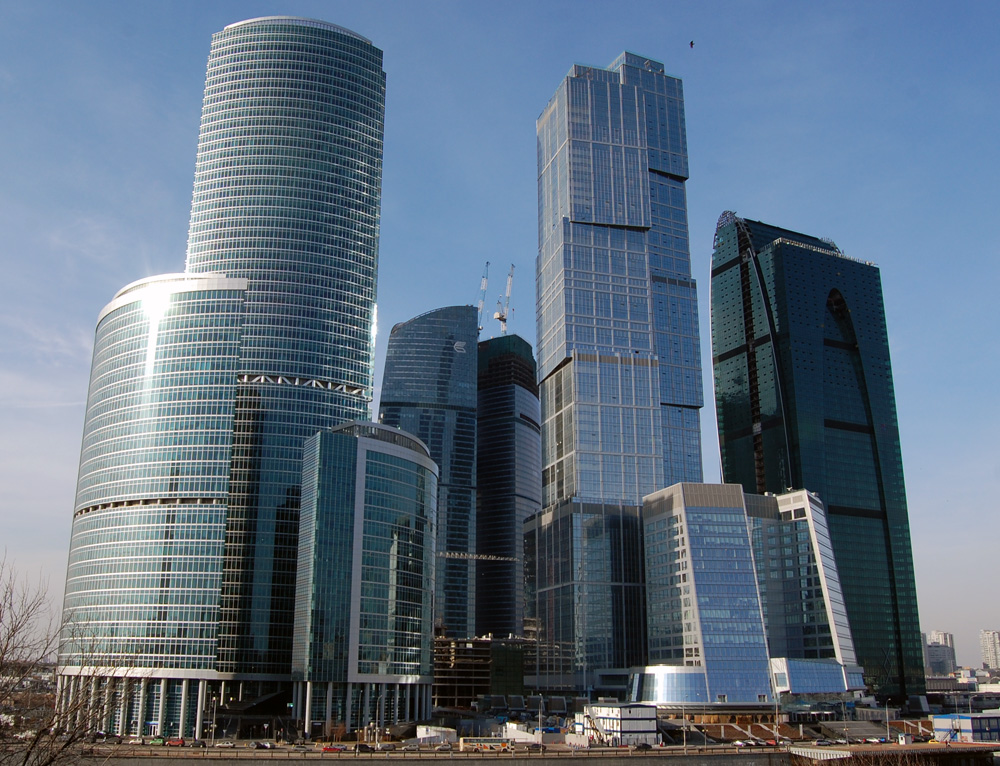
28.03.2010
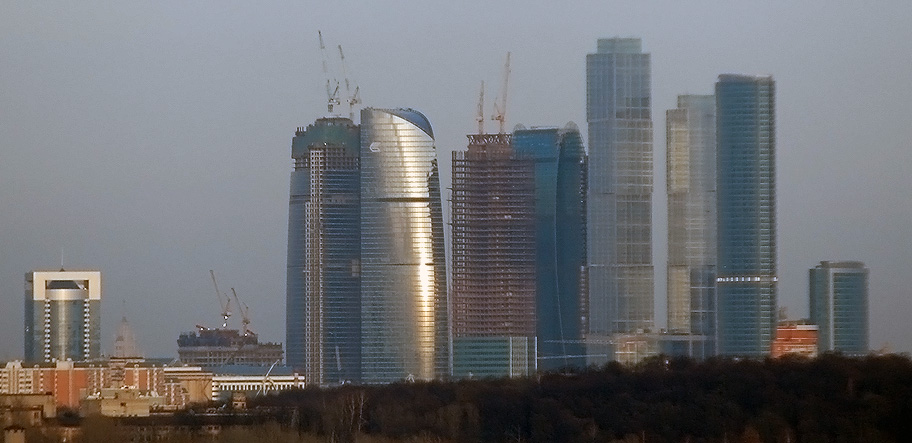
02.04.2010
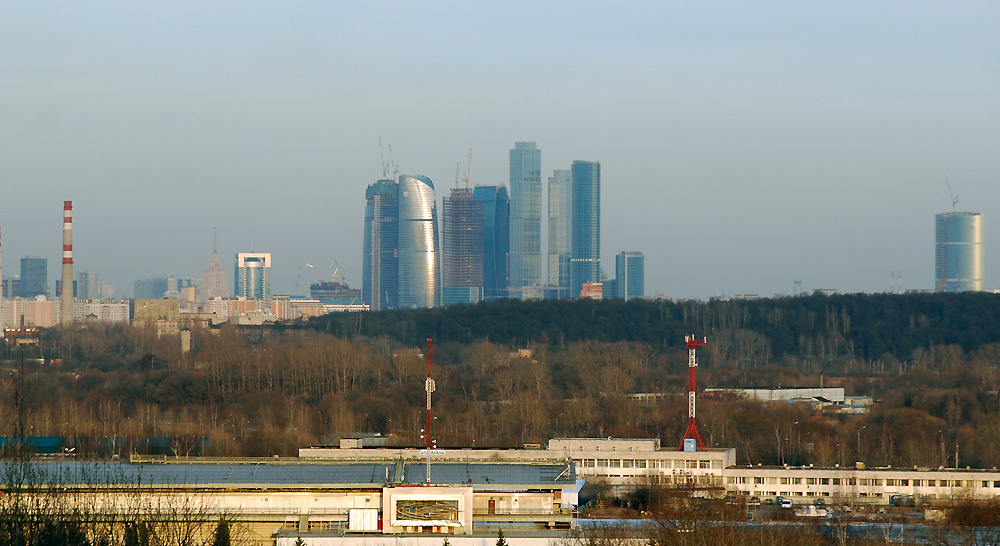
02.04.2010
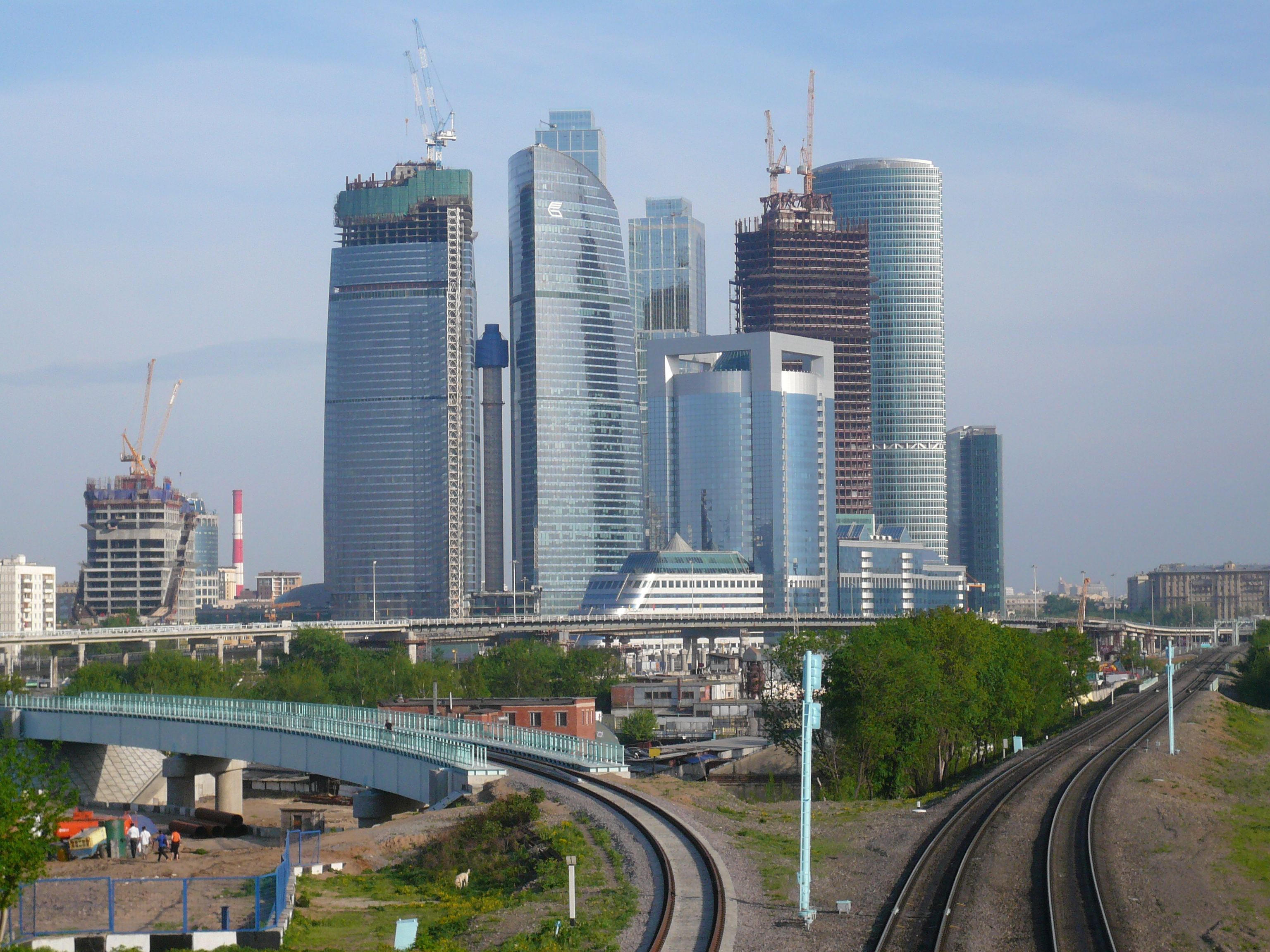
09.05.2010
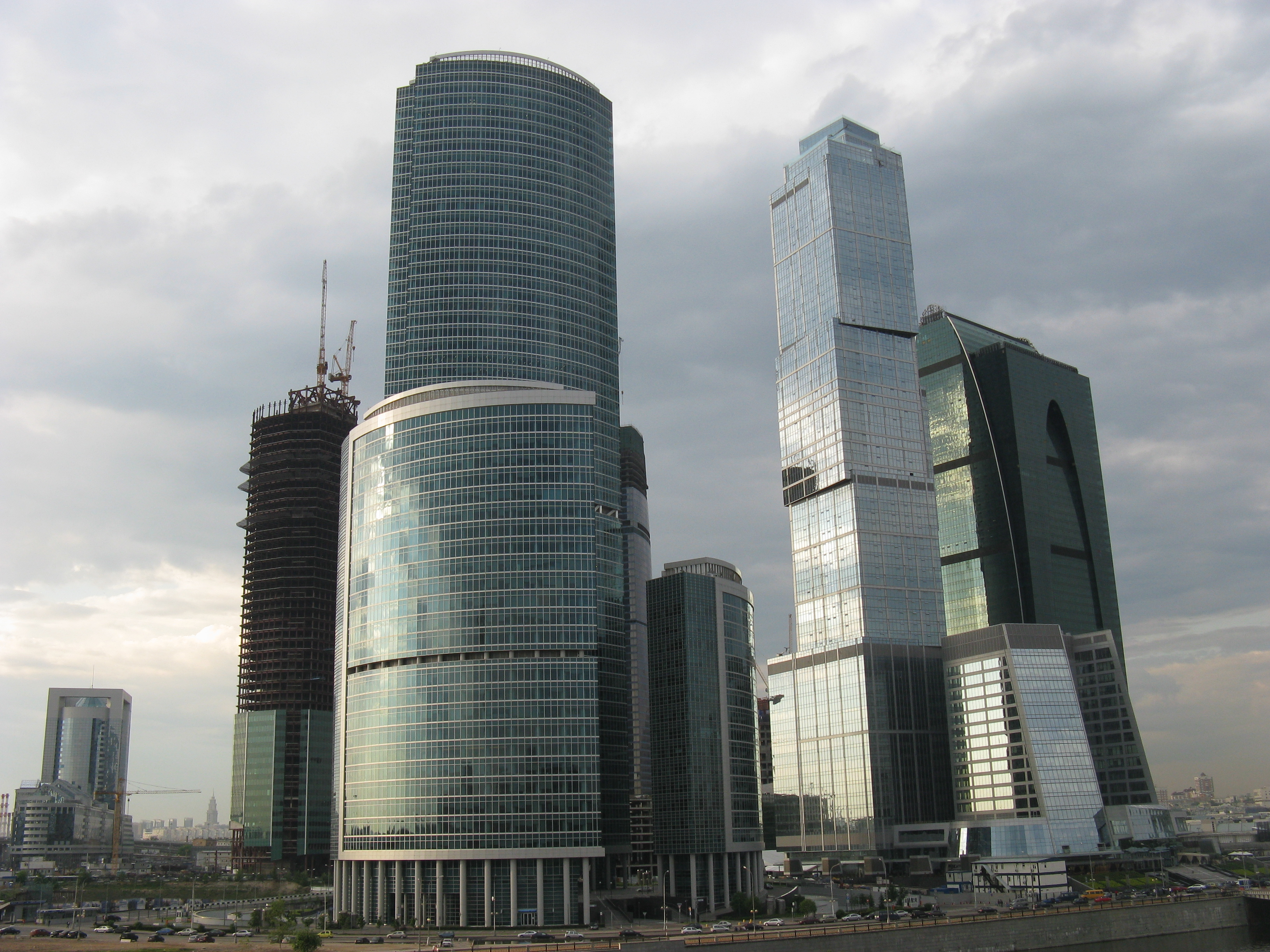
22.05.2010
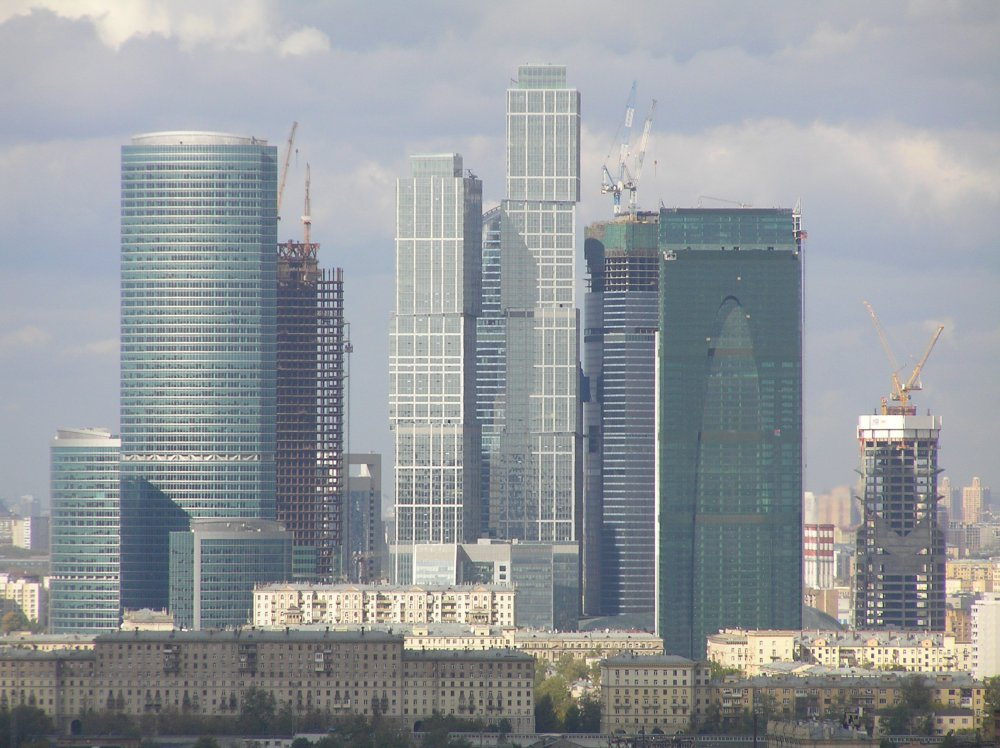
20.09.2010
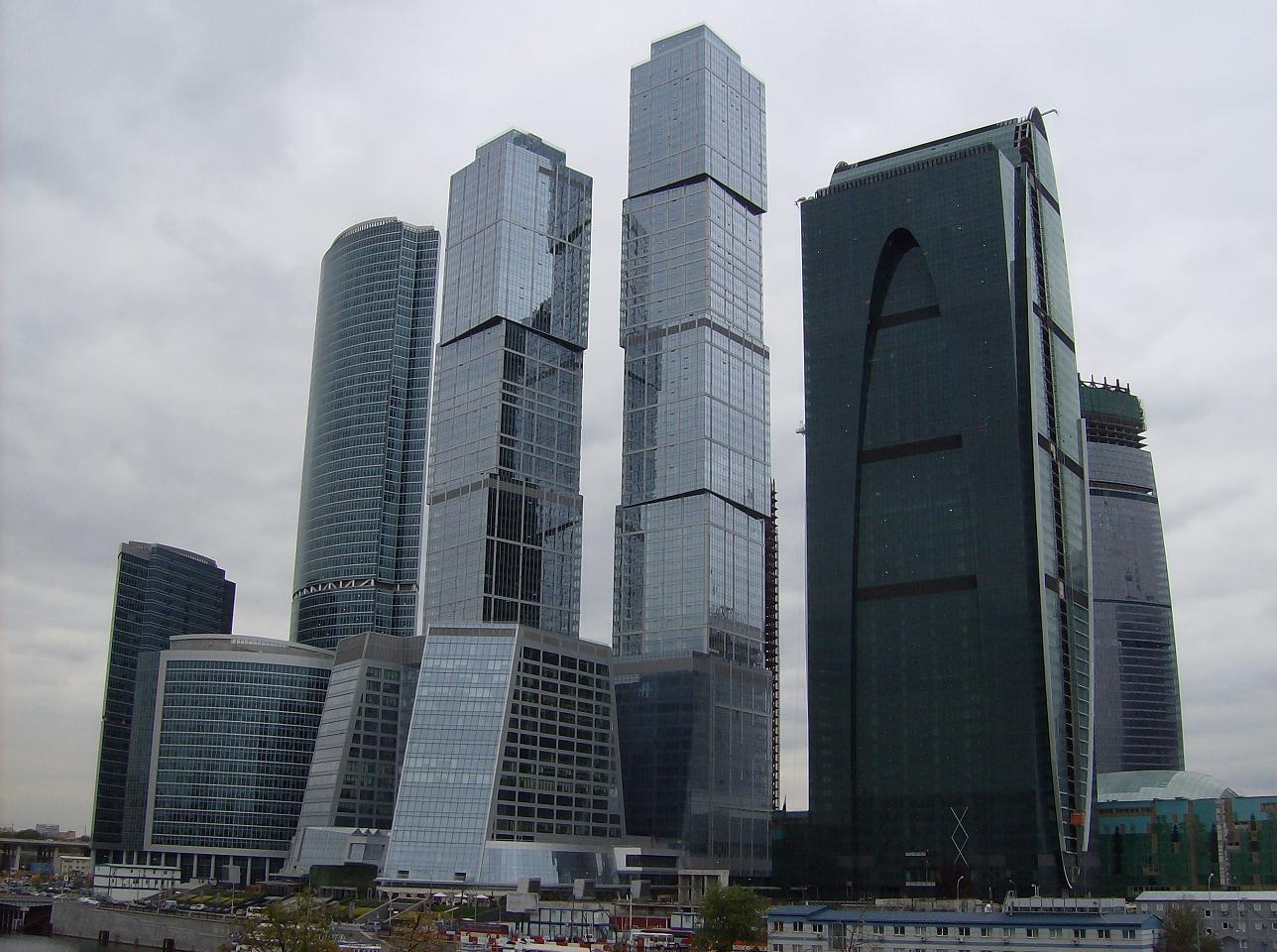
03.10.2010
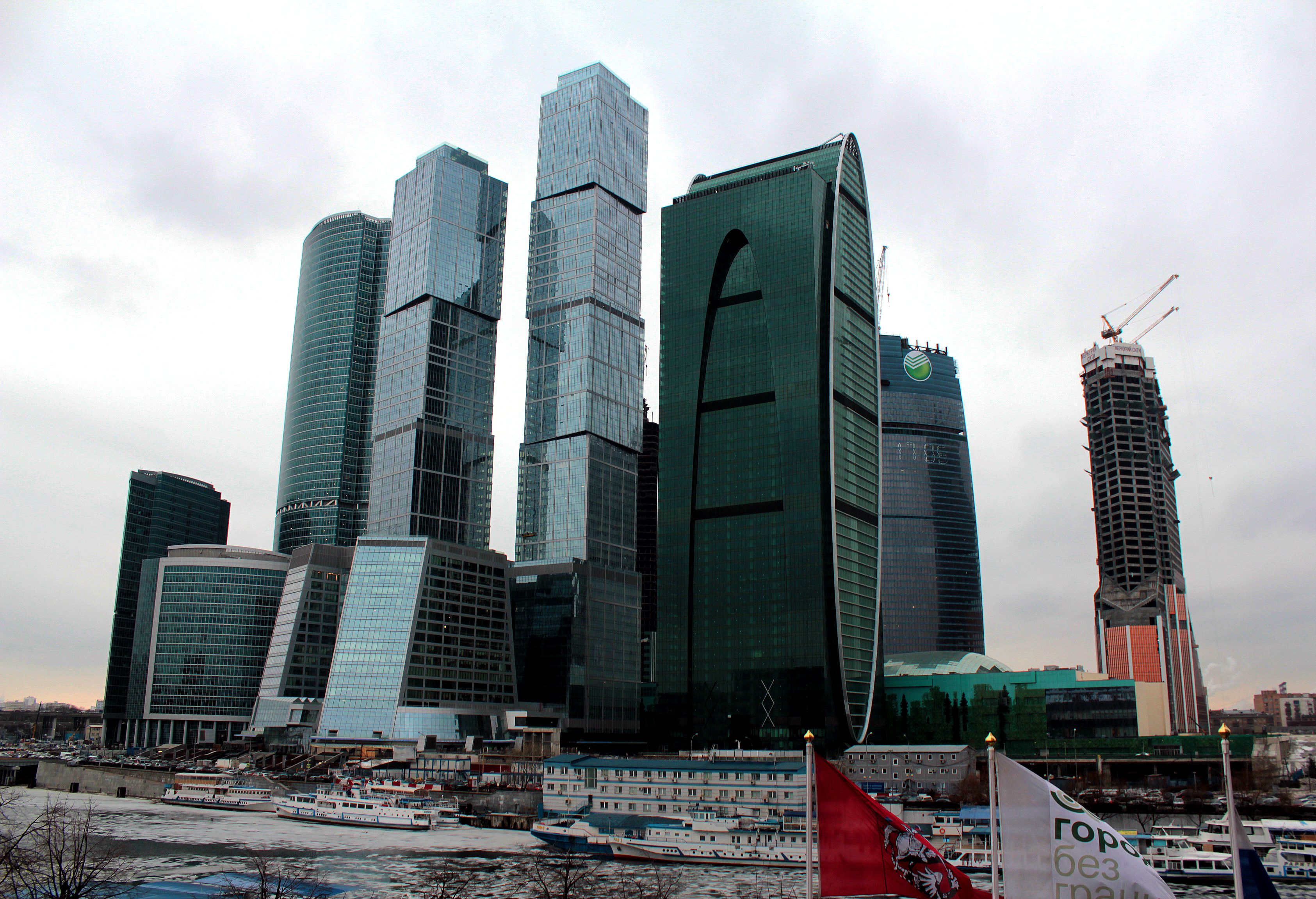
22.03.2011
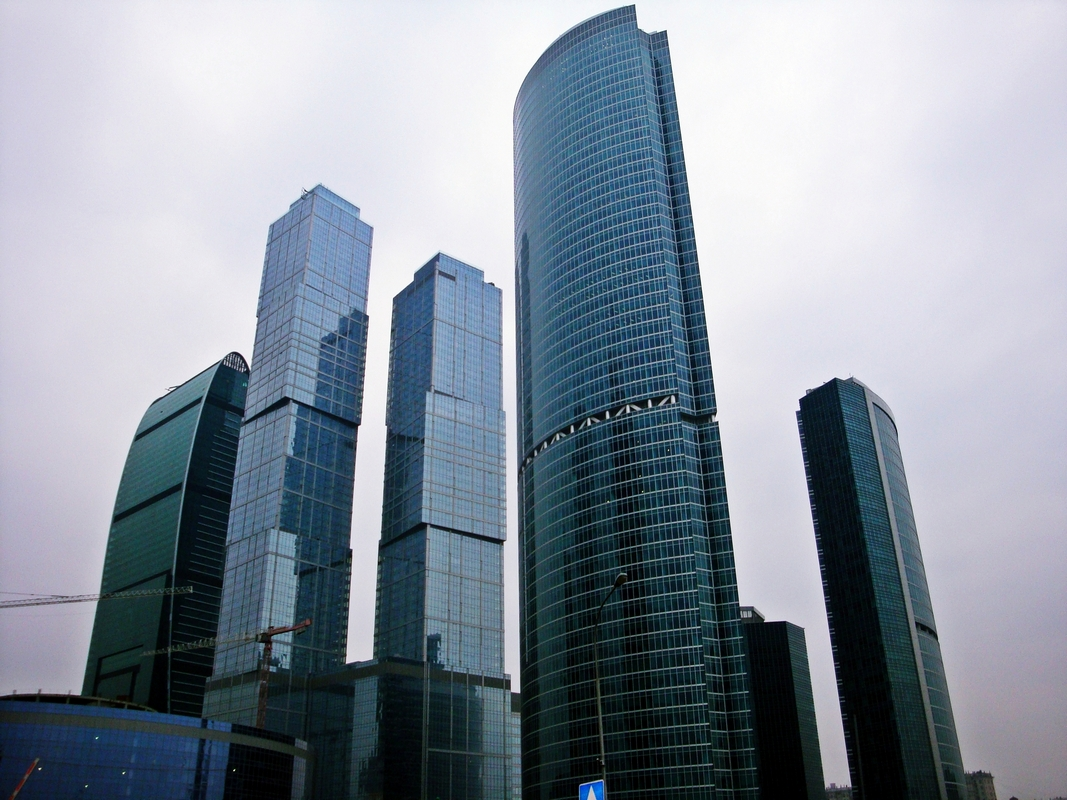
02.04.2011
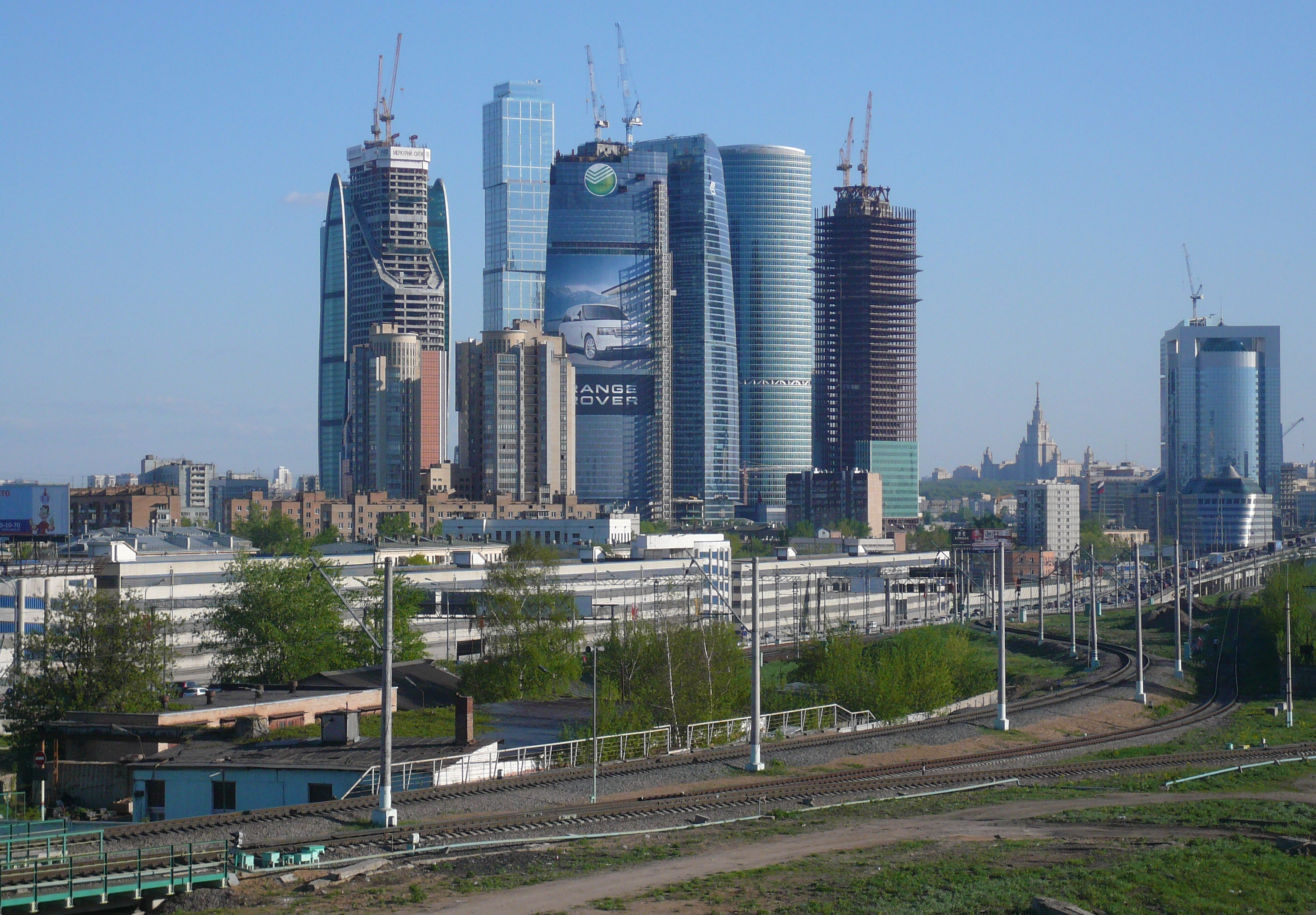
09.05.2011
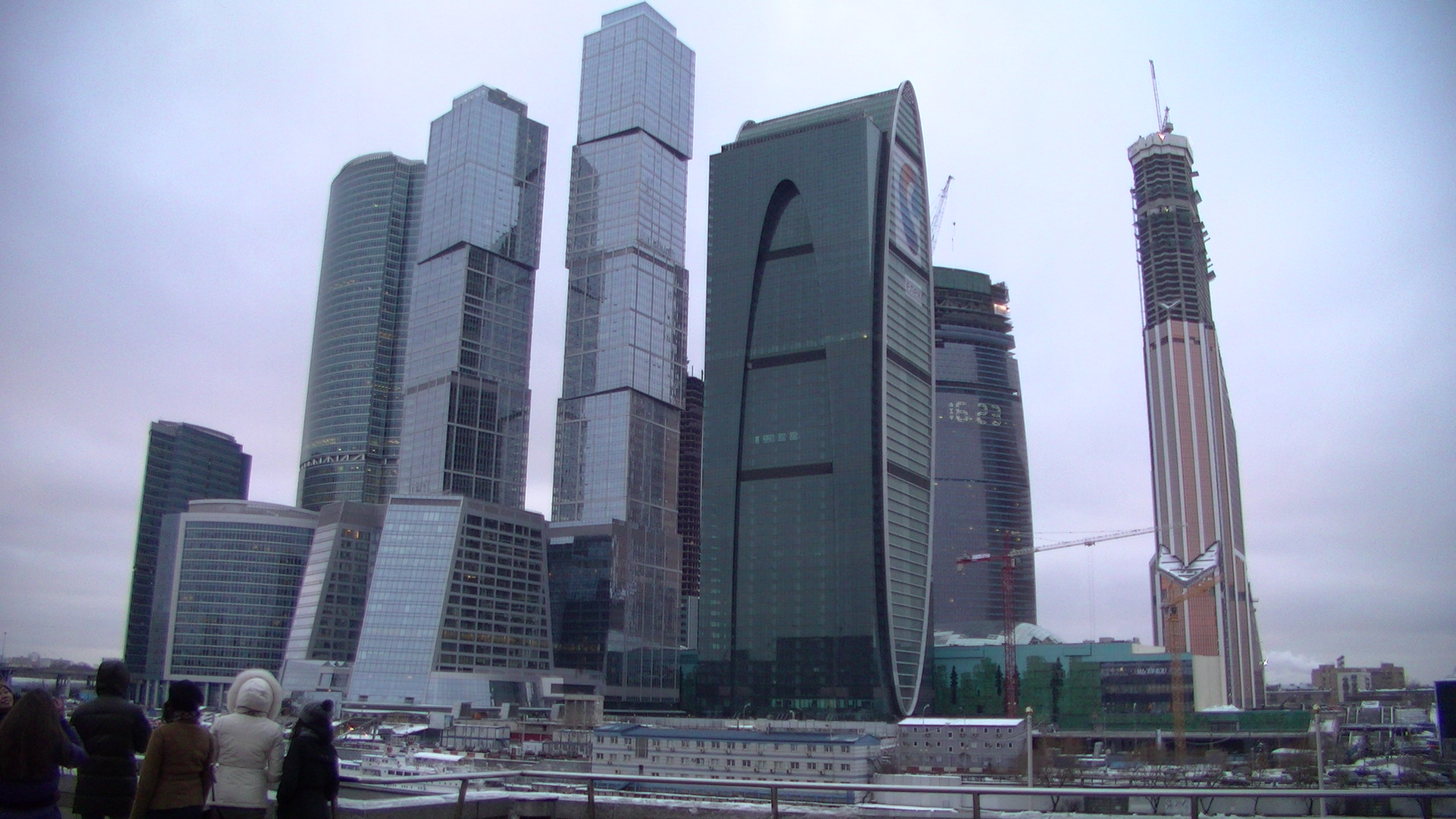
02.01.2012
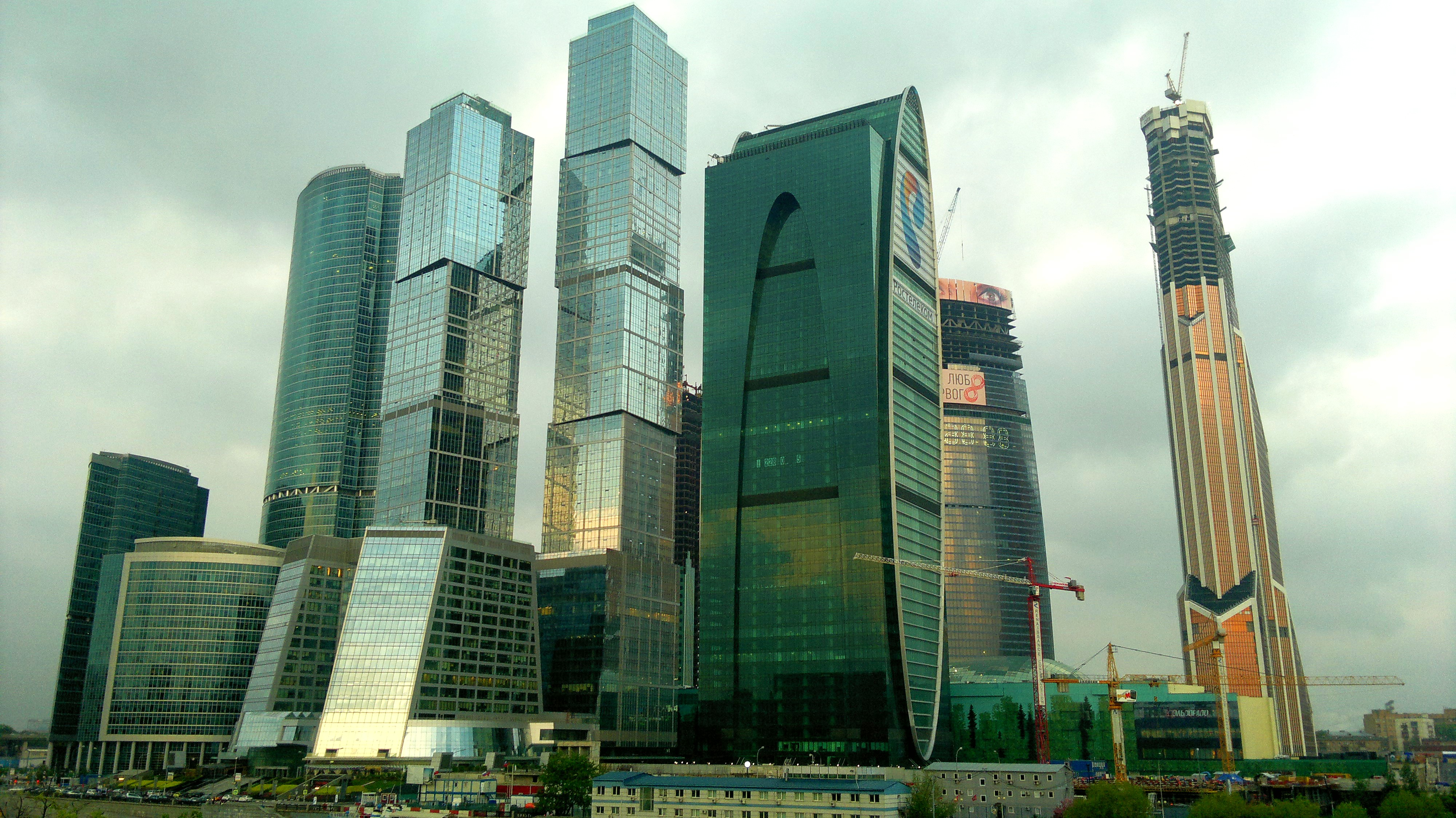
09.05.2012
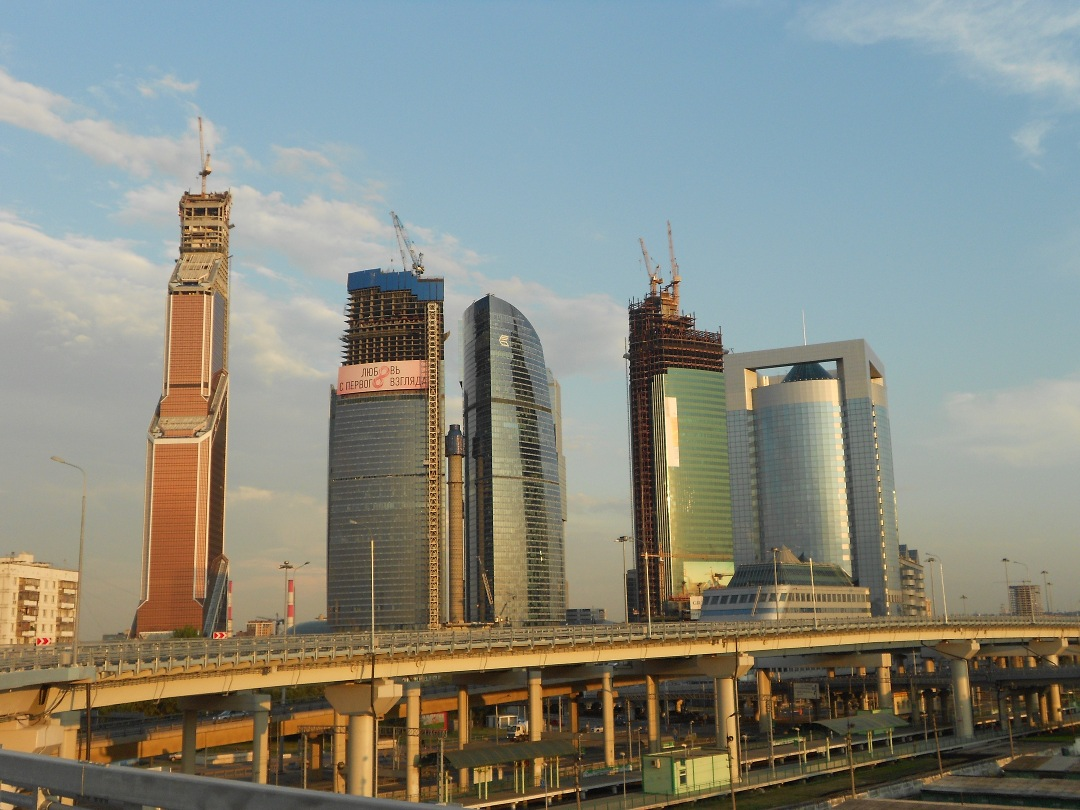
05.08.2012
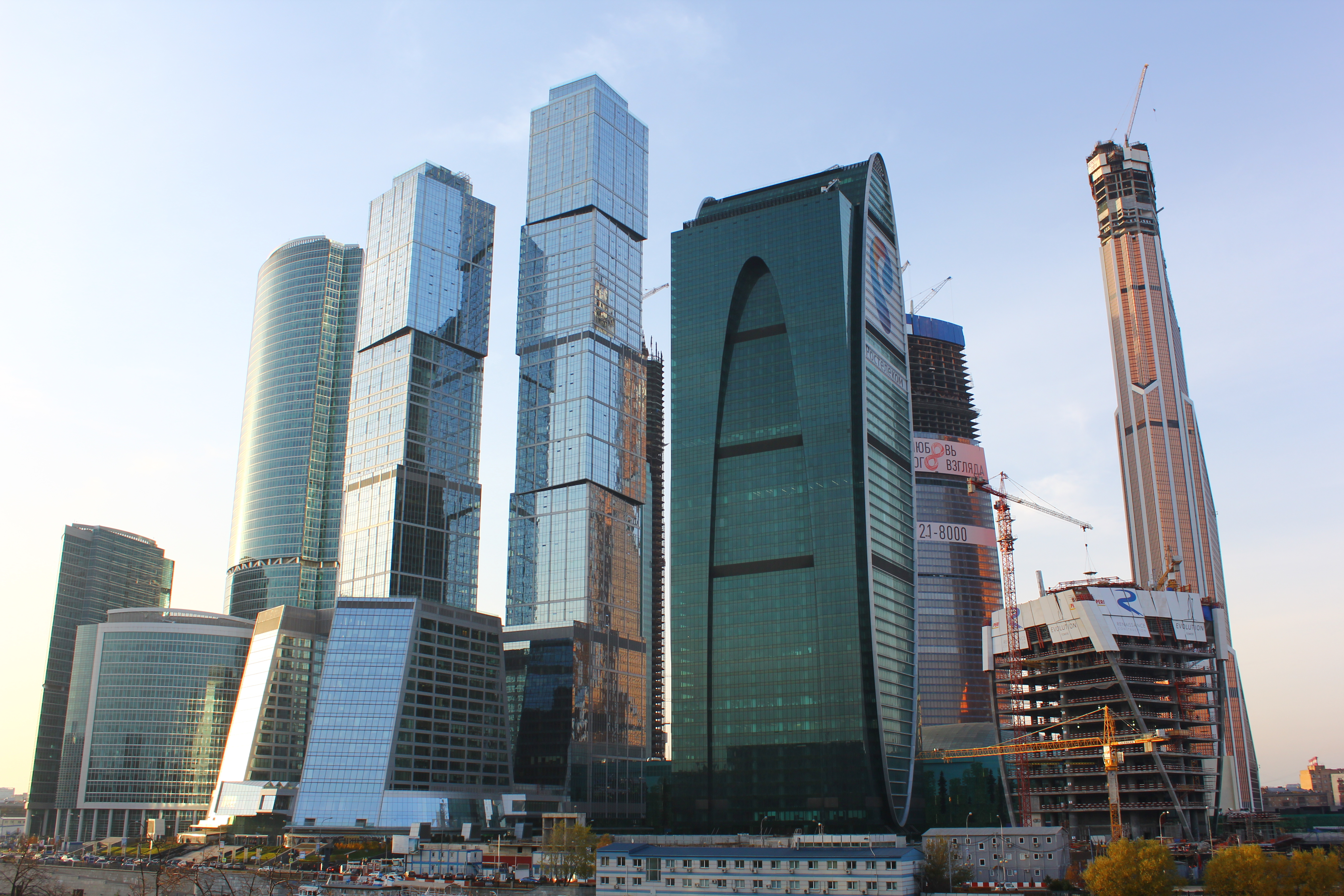
20.10.2012
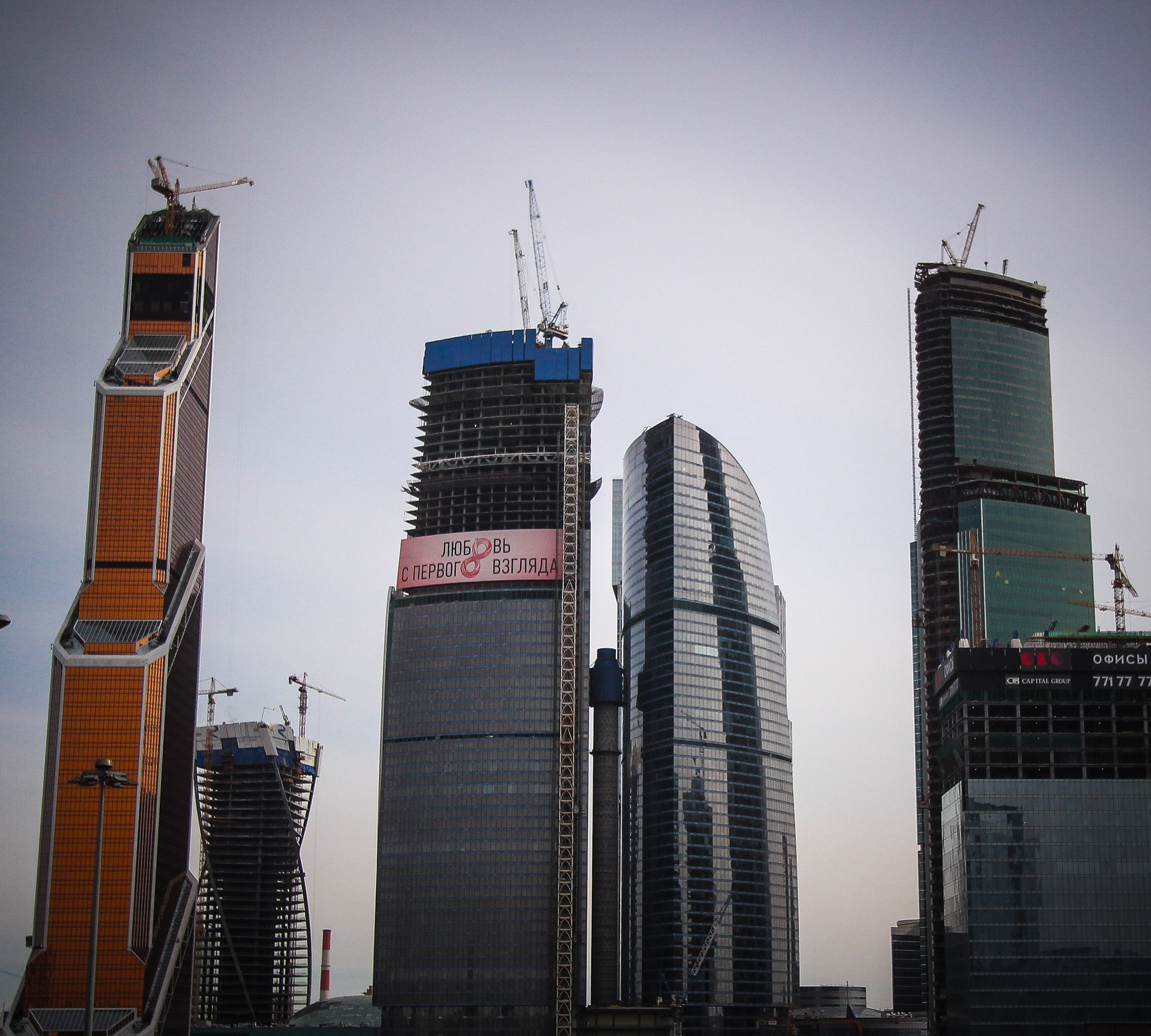
12.04.2013
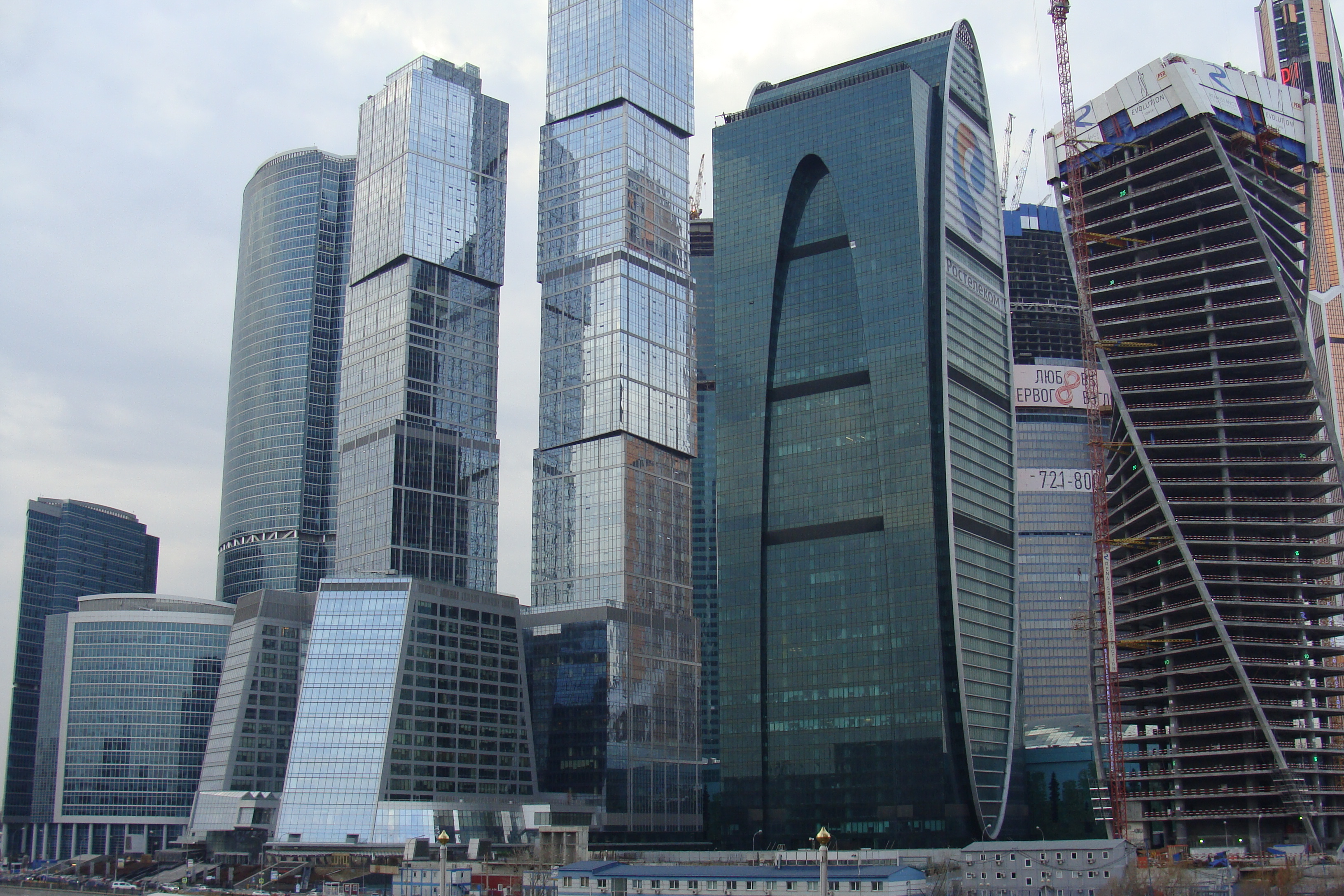
14.04.2013
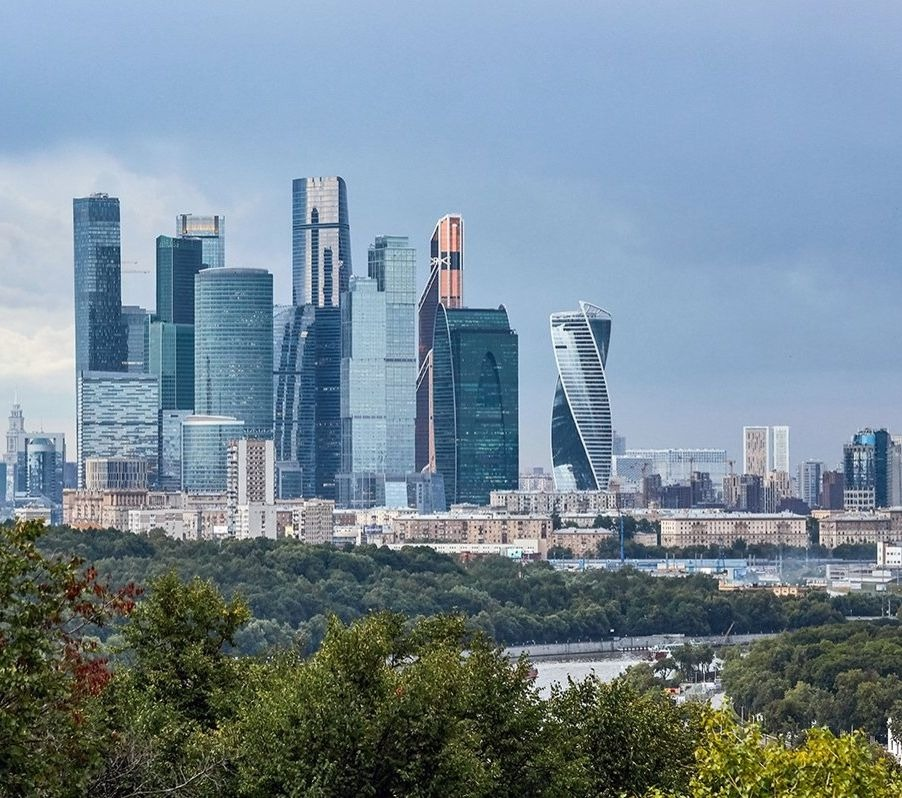
02.08.2019